# 2012
| [ Edytuj tabelę ]                                                | |
| Prezydent Polski                                                 | - 2010 Bronisław Komorowski 2015 |
| Premier Polski                                                   | - 2007 Donald Tusk 2014 |
| Prezydent Abchazji                                               | - 2011 Aleksandr Ankwab 2014 |
| Premier Abchazji                                                 | - 2011 Leonid Łakierbaja 2014 |
| Prezydent Afganistanu                                            | - 2001 Hamid Karzaj 2014 |
| Prezydent Albanii                                                | - 2007 Bamir Topi 2012 - 2012 Bujar Nishani 2017                                                                                                  |
| Premier Albanii                                                  | - 2005 Sali Berisha 2013 |
| Prezydent Algierii                                               | - 1999 Abd al-Aziz Buteflika 2019 |
| Premier Algierii                                                 | - 2008 Ahmad Ujahja 2012 - 2012 Abd al-Malik Sallal 2014                                                                                          |
| Współksiążęta Andory                                             | - 2003 Joan Enric Vives Sicília 2025 - 2007 Nicolas Sarkozy 2012 - 2012 François Hollande 2017                                                    |
| Premier Andory                                                   | - 2011 Antoni Martí 2019 |
| Prezydent Angoli                                                 | - 1979 José Eduardo dos Santos 2017 |
| Premier Antigui i Barbudy                                        | - 2004 Baldwin Spencer 2014 |
| Król Arabii Saudyjskiej                                          | - 2005 Abd Allah ibn Abd al-Aziz Al Su’ud 2015 |
| Prezydent Argentyny                                              | - 2007 Cristina Fernández de Kirchner 2015 |
| Prezydent Armenii                                                | - 2008 Serż Sarkisjan 2018 |
| Premier Armenii                                                  | - 2008 Tigran Sarkisjan 2014 |
| Prezydent Autonomii Palestyńskiej                                | - 2005 Mahmud Abbas 2013 |
| Premier Australii                                                | - 2010 Julia Gillard 2013 |
| Prezydent Austrii                                                | - 2004 Heinz Fischer 2016 |
| Kanclerz Austrii                                                 | - 2008 Werner Faymann 2016 |
| Prezydent Azerbejdżanu                                           | - 2003 İlham Əliyev |
| Premier Azerbejdżanu                                             | - 2003 Artur Rasizadə 2018 |
| Premier Bahamów                                                  | - 2007 Hubert Ingraham 2012 - 2012 Perry Christie 2017                                                                                            |
| Król Bahrajnu                                                    | - 2002 Hamad ibn Isa Al Chalifa |
| Premier Bahrajnu                                                 | - 1970 Chalifa ibn Salman Al Chalifa 2020 |
| Prezydent Bangladeszu                                            | - 2009 Zillur Rahman 2013 |
| Premier Bangladeszu                                              | - 2009 Sheikh Hasina 2024 |
| Premier Barbadosu                                                | - 2010 Freundel Stuart 2018 |
| Król Belgów                                                      | - 1993 Albert II 2013 |
| Premier Belgii                                                   | - 2011 Elio Di Rupo 2014 |
| Premier Belize                                                   | - 2008 Dean Barrow 2020 |
| Prezydent Beninu                                                 | - 2006 Yayi Boni 2016 |
| Król Bhutanu                                                     | - 2006 Jigme Khesar Namgyel Wangchuck |
| Premier Bhutanu                                                  | - 2008 Jigme Thinley 2013 |
| Prezydent Białorusi                                              | - 1994 Alaksandr Łukaszenka |
| Premier Białorusi                                                | - 2010 Michaił Miasnikowicz 2014 |
| Prezydent Boliwii                                                | - 2006 Evo Morales 2019 |
| Przewodniczący Prezydium Bośni i Hercegowiny                     | - 2011 Željko Komšić 2012 - 2012 Bakir Izetbegović 2012 - 2012 Nebojša Radmanović 2013                                                            |
| Premier Bośni i Hercegowiny                                      | - 2007 Nikola Špirić 2012 - 2012 Vjekoslav Bevanda 2015                                                                                           |
| Prezydent Botswany                                               | - 2008 Seretse Ian Khama 2018 |
| Prezydent Brazylii                                               | - 2011 Dilma Rousseff 2016 |
| Sułtan Brunei                                                    | - 1967 Hassanal Bolkiah |
| Prezydent Bułgarii                                               | - 2002 Georgi Pyrwanow 2012 - 2012 Rosen Plewneliew 2017                                                                                          |
| Premier Bułgarii                                                 | - 2009 Bojko Borisow 2013 |
| Prezydent Burkiny Faso                                           | - 1987 Blaise Compaoré 2014 |
| Premier Burkiny Faso                                             | - 2011 Luc-Adolphe Tiao 2014 |
| Prezydent Burundi                                                | - 2005 Pierre Nkurunziza 2020 |
| Prezydent Chile                                                  | - 2010 Sebastián Piñera 2014 |
| Przewodniczący ChRL                                              | - 2003 Hu Jintao 2013 |
| Premier Chin                                                     | - 2003 Wen Jiabao 2013 |
| Prezydent Chorwacji                                              | - 2010 Ivo Josipović 2015 |
| Premier Chorwacji                                                | - 2011 Zoran Milanović 2016 |
| Prezydent Cypru                                                  | - 2008 Dimitris Christofias 2013 |
| Prezydent Cypru Północnego                                       | - 2010 Derviş Eroğlu 2015 |
| Prezydent Czadu                                                  | - 1990 Idriss Déby 2021 |
| Premier Czadu                                                    | - 2010 Emmanuel Nadingar 2013 |
| Prezydent Czarnogóry                                             | - 2006 Filip Vujanović 2018 |
| Premier Czarnogóry                                               | - 2010 Igor Lukšić 2012 - 2012 Milo Đukanović 2016                                                                                                |
| Prezydent Czech                                                  | - 2003 Václav Klaus 2013 |
| Premier Czech                                                    | - 2010 Petr Nečas 2013 |
| Król Danii                                                       | - 1972 Małgorzata II 2024 |
| Premier Danii                                                    | - 2011 Helle Thorning-Schmidt 2015 |
| Prezydent DR Konga                                               | - 2001 Joseph Kabila 2019 |
| Premier DR Konga                                                 | - 2008 Adolphe Muzito 2012 - 2012 Louis Alphonse Koyagialo (p.o.) 2012 - 2012 Augustin Matata Ponyo 2016                                          |
| Dalajlama                                                        | - 1940 Tenzin Gjaco |
| Prezydent Dominikany                                             | - 2004 Leonel Fernández 2012 - 2012 Danilo Medina 2020                                                                                            |
| Prezydent Dominiki                                               | - 2003 Nicholas Liverpool 2012 - 2012 Eliud Williams 2013                                                                                         |
| Premier Dominiki                                                 | - 2004 Roosevelt Skerrit |
| Prezydent Dżibuti                                                | - 1999 Ismail Omar Guelleh |
| Premier Dżibuti                                                  | - 2001 Dileita Mohamed Dileita 2013 |
| Prezydent Egiptu                                                 | - 2011 Muhammad Husajn Tantawi 2012 - 2012 Muhammad Mursi 2013                                                                                    |
| Premier Egiptu                                                   | - 2011 Kamal al-Dżanzuri 2012 - 2012 Hiszam Kandil 2013                                                                                           |
| Prezydent Ekwadoru                                               | - 2007 Rafael Correa 2017 |
| Prezydent Erytrei                                                | - 1993 Isajas Afewerki |
| Prezydent Estonii                                                | - 2006 Toomas Hendrik Ilves 2016 |
| Premier Estonii                                                  | - 2005 Andrus Ansip 2014 |
| Prezydent Etiopii                                                | - 2001 Gyrma Uelde-Gijorgis 2013 |
| Premier Etiopii                                                  | - 1995 Meles Zenawi 2012 - 2012 Hajlemarjam Desaleń 2018                                                                                          |
| Przew. Komisji Europejskiej                                      | - 2004 José Manuel Durão Barroso (Portugalia) 2014                                                                                                |
| Przew. Rady Europejskiej                                         | - 2009 Herman Van Rompuy (Belgia) 2014 |
| Prezydent Fidżi                                                  | - 2009 Epeli Nailatikau 2015 |
| Premier Fidżi                                                    | - 2007 Frank Bainimarama 2022 |
| Prezydent Filipin                                                | - 2010 Benigno Aquino III 2016 |
| Prezydent Finlandii                                              | - 2000 Tarja Halonen 2012 - 2012 Sauli Niinistö 2024                                                                                              |
| Premier Finlandii                                                | - 2011 Jyrki Katainen 2014 |
| Prezydent Francji                                                | - 2007 Nicolas Sarkozy 2012 - 2012 François Hollande 2017                                                                                         |
| Premier Francji                                                  | - 2007 François Fillon 2012 - 2012 Jean-Marc Ayrault 2014                                                                                         |
| Prezydent Gabonu                                                 | - 2009 Ali Bongo Ondimba 2023 |
| Premier Gabonu                                                   | - 2009 Paul Biyoghé Mba 2012 - 2012 Raymond Ndong Sima 2014                                                                                       |
| Prezydent Gambii                                                 | - 1994 Yahya Jammeh 2017 |
| Prezydent Ghany                                                  | - 2009 John Atta-Mills 2012 - 2012 John Dramani Mahama 2017                                                                                       |
| Prezydent Grecji                                                 | - 2005 Karolos Papulias 2015 |
| Premier Grecji                                                   | - 2011 Lukas Papadimos 2012 - 2012 Panajotis Pikramenos 2012 - 2012 Andonis Samaras 2015                                                          |
| Premier Grenady                                                  | - 2008 Tillman Thomas 2013 |
| Prezydent Gruzji                                                 | - 2008 Micheil Saakaszwili 2013 |
| Premier Gruzji                                                   | - 2009 Nika Gilauri 2012 - 2012 Iwane Merabiszwili 2012 - 2012 Bidzina Iwaniszwili 2013                                                           |
| Prezydent Gujany                                                 | - 2011 Donald Ramotar 2015 |
| Premier Gujany                                                   | - 1999 Samuel Hinds 2015 |
| Prezydent Gwatemali                                              | - 2008 Álvaro Colom 2012 - 2012 Otto Pérez Molina 2015                                                                                            |
| Prezydent Gwinei                                                 | - 2010 Alpha Condé 2021 |
| Premier Gwinei                                                   | - 2010 Mohamed Saïd Fofana 2015 |
| Prezydent Gwinei Bissau                                          | - 2009 Malam Bacai Sanhá 2012 - 2012 Raimundo Pereira (p.o.) 2012 - 2012 Mamadu Ture Kuruma (p.o.) 2012 - 2012 Manuel Serifo Nhamadjo (p.o.) 2014 |
| Premier Gwinei Bissau                                            | - 2009 Carlos Gomes Júnior 2012 - 2012 Adiato Djaló Nandigna (p.o.) 2012 - 2012 Rui Duarte de Barros (p.o.) 2014                                  |
| Prezydent Gwinei Równikowej                                      | - 1979 Teodoro Obiang Nguema Mbasogo |
| Premier Gwinei Równikowej                                        | - 2008 Ignacio Milam Tang 2012 - 2012 Vicente Ehate Tomi 2016                                                                                     |
| Prezydent Haiti                                                  | - 2011 Michel Martelly 2016 |
| Premier Haiti                                                    | - 2011 Garry Conille 2012 - 2012 Laurent Lamothe 2014                                                                                             |
| Król Hiszpanii                                                   | - 1975 Jan Karol I 2014 |
| Premier Hiszpanii                                                | - 2011 Mariano Rajoy 2018 |
| Król Holandii                                                    | - 1980 Beatrycze 2013 |
| Premier Holandii                                                 | - 2010 Mark Rutte 2024 |
| Prezydent Hondurasu                                              | - 2010 Porfirio Lobo Sosa 2014 |
| Najwyższy przywódca Iranu                                        | - 1989 Ali Chamenei |
| Prezydent Iranu                                                  | - 2005 Mahmud Ahmadineżad 2013 |
| Prezydent Iraku                                                  | - 2005 Dżalal Talabani 2014 |
| Premier Iraku                                                    | - 2006 Nuri al-Maliki 2014 |
| Prezydent Indii                                                  | - 2007 Pratibha Patil 2012 - 2012 Pranab Mukherjee 2017                                                                                           |
| Premier Indii                                                    | - 2004 Manmohan Singh 2014 |
| Prezydent Indonezji                                              | - 2004 Susilo Bambang Yudhoyono 2014 |
| Prezydent Irlandii                                               | - 2011 Michael D. Higgins |
| Premier Irlandii                                                 | - 2011 Enda Kenny 2017 |
| Prezydent Islandii                                               | - 1996 Ólafur Ragnar Grímsson 2016 |
| Premier Islandii                                                 | - 2009 Jóhanna Sigurðardóttir 2013 |
| Prezydent Izraela                                                | - 2007 Szimon Peres 2014 |
| Premier Izraela                                                  | - 2009 Binjamin Netanjahu 2021 |
| Premier Jamajki                                                  | - 2011 Andrew Holness 2012 - 2012 Portia Simpson-Miller 2016                                                                                      |
| Cesarz Japonii                                                   | - 1989 Akihito 2019 |
| Premier Japonii                                                  | - 2011 Yoshihiko Noda 2012 - 2012 Shinzō Abe 2020                                                                                                 |
| Prezydent Jemenu                                                 | - 1990 Ali Abd Allah Salih 2012 - 2012 Abd Rabbuh Mansur Hadi 2022                                                                                |
| Król Jordanii                                                    | - 1999 Abd Allah II |
| Premier Jordanii                                                 | - 2011 Aun Szaukat al-Chasawina 2012 - 2012 Fajiz at-Tarawina 2012 - 2012 Abd Allah an-Nusur 2016                                                 |
| Król Kambodży                                                    | - 2004 Norodom Sihamoni |
| Premier Kambodży                                                 | - 1993 Hun Sen 2023 |
| Prezydent Kamerunu                                               | - 1982 Paul Biya |
| Premier Kamerunu                                                 | - 2009 Philémon Yang 2019 |
| Premier Kanady                                                   | - 2006 Stephen Harper 2015 |
| Prezydent Górskiego Karabachu                                    | - 2007 Bako Sahakian 2020 |
| Emir Kataru                                                      | - 1995 Hamad ibn Chalifa 2013 |
| Premier Kataru                                                   | - 2007 Hamad ibn Dżasim ibn Dżabr 2013 |
| Prezydent Kazachstanu                                            | - 1991 Nursułtan Nazarbajew 2019 |
| Premier Kazachstanu                                              | - 2007 Karim Masimow 2012 - 2012 Seryk Achmetow 2014                                                                                              |
| Prezydent Kenii                                                  | - 2002 Mwai Kibaki 2013 |
| Prezydent Kirgistanu                                             | - 2011 Ałmazbek Atambajew 2017 |
| Premier Kirgistanu                                               | - 2011 Ömürbek Babanow 2012 - 2012 Aały Karaszew (p.o.) 2012 - 2012 Dżantörö Satybałdijew 2014                                                    |
| Prezydent Kolumbii                                               | - 2010 Juan Manuel Santos 2018 |
| Prezydent Konga                                                  | - 1997 Denis Sassou-Nguesso |
| Patriarcha Konstantynopola                                       | - 1991 Bartłomiej I |
| Prezydent Korei Południowej                                      | - 2008 Lee Myung-bak 2013 |
| Premier Korei Południowej                                        | - 2010 Kim Hwang-sik 2013 |
| Prezydent KRLD                                                   | - 1998 Kim Il Sŏng („Wieczny Prezydent”) 2019 |
| Najwyższy Przywódca KRLD                                         | - 2011 Kim Dzong Un |
| Premier KRLD                                                     | - 2010 Ch’oe Yŏng Rim 2013 |
| Prezydent Kosowa                                                 | - 2011 Atifete Jahjaga 2016 |
| Premier Kosowa                                                   | - 2008 Hashim Thaçi 2014 |
| Prezydent Kostaryki                                              | - 2010 Laura Chinchilla Miranda 2014 |
| Przewodniczący Rady Państwa Kuby                                 | - 2008 Raúl Castro 2018 |
| Emir Kuwejtu                                                     | - 2006 Sabah IV 2020 |
| Premier Kuwejtu                                                  | - 2011 Jaber Al-Mubarak Al-Hamad Al-Sabah 2019 |
| Prezydent Laosu                                                  | - 2006 Choummaly Sayasone 2016 |
| Król Lesotho                                                     | - 1996 Letsie III |
| Premier Lesotho                                                  | - 1998 Pakalitha Mosisili 2012 - 2012 Tom Thabane 2015 - 2012 Pakalitha Mosisili 2017                                                             |
| Prezydent Libanu                                                 | - 2008 Michel Sulaiman 2014 |
| Premier Libanu                                                   | - 2011 Nadżib Mikati 2014 |
| Prezydent Liberii                                                | - 2006 Ellen Johnson-Sirleaf 2018 |
| Przywódca Libii                                                  | - 2011 Mustafa Muhammad Abd al-Dżalil 2012 - 2012 Muhammad Ali Salim (p.o.) 2012 - 2012 Muhammad Jusuf al-Makarjaf 2013                           |
| Premier Libii                                                    | - 2011 Abd ar-Rahim al-Kib 2012 - 2012 Ali Zajdan 2014                                                                                            |
| Książę Liechtensteinu                                            | - 1989 Jan Adam II |
| Premier Liechtensteinu                                           | - 2009 Klaus Tschütscher 2013 |
| Prezydent Litwy                                                  | - 2009 Dalia Grybauskaitė 2019 |
| Premier Litwy                                                    | - 2008 Andrius Kubilius 2012 - 2012 Algirdas Butkevičius 2016                                                                                     |
| Wielki książę Luksemburga                                        | - 2000 Henryk |
| Premier Luksemburga                                              | - 1995 Jean-Claude Juncker 2013 |
| Prezydent Łotwy                                                  | - 2011 Andris Bērziņš 2015 |
| Premier Łotwy                                                    | - 2009 Valdis Dombrovskis 2014 |
| Prezydent Macedonii                                              | - 2009 Ǵorge Iwanow 2019 |
| Premier Macedonii                                                | - 2006 Nikoła Gruewski 2016 |
| Prezydent Madagaskaru                                            | - 2009 Andry Rajoelina 2014 |
| Premier Madagaskaru                                              | - 2011 Omer Beriziky 2014 |
| Prezydent Malawi                                                 | - 2004 Bingu wa Mutharika 2012 - 2012 Joyce Banda 2014                                                                                            |
| Prezydent Malediwów                                              | - 2008 Mohamed Nasheed 2012 - 2012 Mohammed Waheed Hassan 2013                                                                                    |
| Premier Malezji                                                  | - 2009 Najib Razak 2018 |
| Prezydent Mali                                                   | - 2002 Amadou Toumani Touré 2012 - 2012 Amadou Sanogo (p.o.) 2012 - 2012 Dioncounda Traoré (p.o.) 2013                                            |
| Premier Mali                                                     | - 2011 Cissé Mariam Kaïdama Sidibé 2012 - 2012 Cheick Modibo Diarra (p.o.) 2012 - 2012 Django Sissoko (p.o.) 2013                                 |
| Prezydent Malty                                                  | - 2009 George Abela 2014 |
| Premier Malty                                                    | - 2004 Lawrence Gonzi 2013 |
| Król Maroka                                                      | - 1999 Muhammad VI |
| Premier Maroka                                                   | - 2011 Abdelilah Benkirane 2017 |
| Prezydent Mauretanii                                             | - 2009 Muhammad uld Abd al-Aziz 2019 |
| Premier Mauretanii                                               | - 2008 Maulaj uld Muhammad al-Aghzaf 2014 |
| Prezydent Mauritiusa                                             | - 2003 Anerood Jugnauth 2012 - 2012 Monique Ohsan-Bellepeau (tym.) 2012 - 2012 Rajkeswur Purryag 2015                                             |
| Premier Mauritiusa                                               | - 2005 Navin Ramgoolam 2014 |
| Prezydent Meksyku                                                | - 2006 Felipe Calderón 2012 - 2012 Enrique Peña Nieto 2018                                                                                        |
| Prezydent Mikronezji                                             | - 2007 Manny Mori 2015 |
| Prezydent Mjanmy                                                 | - 2011 Thein Sein 2016 |
| Prezydent Mołdawii                                               | - 2010 Marian Lupu (p.o.) 2012 - 2012 Nicolae Timofti 2016                                                                                        |
| Premier Mołdawii                                                 | - 2009 Vlad Filat 2013 |
| Książę Monako                                                    | - 2005 Albert II |
| Minister stanu Monako                                            | - 2010 Michel Roger 2015 |
| Prezydent Mongolii                                               | - 2009 Cachiagijn Elbegdordż 2017 |
| Premier Mongolii                                                 | - 2009 Süchbaataryn Batbold 2012 - 2012 Norowyn Altanchujag 2014                                                                                  |
| Prezydent Mozambiku                                              | - 2005 Armando Guebuza 2015 |
| Premier Mozambiku                                                | - 2010 Aires Ali 2012 - 2012 Alberto Vaquina 2015                                                                                                 |
| Prezydent Naddniestrza                                           | - 2011 Jewgienij Szewczuk 2016 |
| Prezydent Namibii                                                | - 2005 Hifikepunye Pohamba 2015 |
| Premier Namibii                                                  | - 2005 Nahas Angula 2012 - 2012 Hage Geingob 2015                                                                                                 |
| Sekretarz generalny NATO                                         | - 2009 Anders Fogh Rasmussen (Dania) 2014 |
| Prezydent Nauru                                                  | - 2011 Sprent Dabwido 2013 |
| Prezydent Nepalu                                                 | - 2008 Ram Baran Yadav 2015 |
| Premier Nepalu                                                   | - 2011 Baburam Bhattarai 2013 |
| Prezydent Niemiec                                                | - 2010 Christian Wulff 2012 - 2012 Joachim Gauck 2017                                                                                             |
| Kanclerz Niemiec                                                 | - 2005 Angela Merkel 2021 |
| Prezydent Nigru                                                  | - 2011 Mahamadou Issoufou 2021 |
| Premier Nigru                                                    | - 2011 Brigi Rafini 2021 |
| Prezydent Nigerii                                                | - 2010 Goodluck Jonathan 2015 |
| Prezydent Nikaragui                                              | - 2007 Daniel Ortega 2025 |
| Król Norwegii                                                    | - 1991 Harald V |
| Premier Norwegii                                                 | - 2005 Jens Stoltenberg 2013 |
| Premier Nowej Zelandii                                           | - 2008 John Key 2016 |
| Prezydent Osetii Południowej                                     | - 2011 Wadim Browcem (p.o.) 2012 - 2012 Leonid Tibiłow 2017                                                                                       |
| Sułtan Omanu                                                     | - 1970 Kabus ibn Sa’id 2020 |
| Sekretarz generalny ONZ                                          | - 2007 Ban Ki-moon (Korea Południowa) 2016 |
| Prezydent Pakistanu                                              | - 2008 Asif Ali Zardari 2013 |
| Premier Pakistanu                                                | - 2008 Yousaf Raza Gilani 2012 - 2012 Raja Pervez Ashraf 2013                                                                                     |
| Prezydent Palau                                                  | - 2009 Johnson Toribiong 2013 |
| Prezydent Panamy                                                 | - 2009 Ricardo Martinelli 2014 |
| Papież                                                           | - 2005 Benedykt XVI 2013 |
| Premier Papui-Nowej Gwinei                                       | - 2011 Peter O’Neill 2019 |
| Prezydent Paragwaju                                              | - 2008 Fernando Lugo 2012 - 2012 Federico Franco 2013                                                                                             |
| Prezydent Peru                                                   | - 2011 Ollanta Humala 2016 |
| Premier Peru                                                     | - 2011 Oscar Valdés 2012 - 2012 Juan Jiménez 2013                                                                                                 |
| Prezydent Południowej Afryki                                     | - 2009 Jacob Zuma 2018 |
| Prezydent Portugalii                                             | - 2006 Aníbal Cavaco Silva 2016 |
| Premier Portugalii                                               | - 2011 Pedro Passos Coelho 2015 |
| Sekretarz generalny Rady Europy                                  | - 2009 Thorbjørn Jagland (Norwegia) 2019 |
| Prezydent Republiki Środkowoafrykańskiej                         | - 2003 François Bozizé 2013 |
| Premier Republiki Środkowoafrykańskiej                           | - 2008 Faustin-Archange Touadéra 2013 |
| Prezydent Republiki Zielonego Przylądka                          | - 2011 Jorge Carlos Fonseca 2021 |
| Premier Republiki Zielonego Przylądka                            | - 2001 José Maria Neves 2016 |
| Prezydent Rosji                                                  | - 2008 Dmitrij Miedwiediew 2012 - 2012 Władimir Putin                                                                                             |
| Premier Rosji                                                    | - 2008 Władimir Putin 2012 - 2012 Wiktor Zubkow (p.o.) 2012 - 2012 Dmitrij Miedwiediew 2020                                                       |
| Prezydent Rumunii                                                | - 2007 Traian Băsescu 2012 - 2012 Crin Antonescu (p.o.) 2012 - 2012 Traian Băsescu 2014                                                           |
| Premier Rumunii                                                  | - 2008 Emil Boc 2012 - 2012 Mihai Răzvan Ungureanu 2012 - 2012 Victor Ponta 2015                                                                  |
| Prezydent Rwandy                                                 | - 2000 Paul Kagame |
| Premier Rwandy                                                   | - 2011 Pierre Damien Habumuremyi 2014 |
| Premier Saint Kitts i Nevis                                      | - 1995 Denzil Douglas 2015 |
| Premier Saint Lucia                                              | - 2011 Kenny Anthony 2016 |
| Premier Saint Vincent i Grenadyn                                 | - 2001 Ralph Gonsalves |
| Prezydent Salwadoru                                              | - 2009 Mauricio Funes 2014 |
| O le Ao o le Malo Samoa                                          | - 2007 Tupua Tamasese Tupuola Tufuga Efi 2017 |
| Premier Samoa                                                    | - 1998 Tuilaʻepa Sailele Malielegaoi 2021 |
| Kapitanowie Regenci San Marino                                   | - 2011 Gabriele Gatti Matteo Fiorini 2012 - 2012 Maurizio Rattini Italo Righi 2012 - 2012 Teodoro Lonfernini Denise Bronzetti 2013                |
| Sekretarz Stanu do spraw Politycznych i Zagranicznych San Marino | - 2008 Antonella Mularoni 2012 - 2012 Pasquale Valentini 2016                                                                                     |
| Prezydent Senegalu                                               | - 2000 Abdoulaye Wade 2012 - 2012 Macky Sall 2024                                                                                                 |
| Premier Senegalu                                                 | - 2009 Souleymane Ndéné Ndiaye 2012 - 2012 Abdoul Mbaye 2013                                                                                      |
| Prezydent Serbii                                                 | - 2006 Boris Tadić 2012 - 2012 Slavica Đukić-Dejanović (p.o.) 2012 - 2012 Tomislav Nikolić 2017                                                   |
| Premier Serbii                                                   | - 2008 Mirko Cvetković 2012 - 2012 Ivica Dačić 2014                                                                                               |
| Prezydent Seszeli                                                | - 2004 James Michel 2016 |
| Prezydent Sierra Leone                                           | - 2007 Ernest Bai Koroma 2018 |
| Prezydent Singapuru                                              | - 2011 Tony Tan Keng Yam 2017 |
| Premier Singapuru                                                | - 2004 Lee Hsien Loong 2024 |
| Prezydent Słowacji                                               | - 2004 Ivan Gašparovič 2014 |
| Premier Słowacji                                                 | - 2010 Iveta Radičová 2012 - 2012 Robert Fico 2018                                                                                                |
| Prezydent Słowenii                                               | - 2007 Danilo Türk 2012 - 2012 Borut Pahor 2022                                                                                                   |
| Premier Słowenii                                                 | - 2008 Borut Pahor 2012 - 2012 Janez Janša 2013                                                                                                   |
| Prezydent Somalii                                                | - 2009 Szarif Szajh Ahmed 2012 - 2012 Muse Hassan Abdulle (p.o.) 2012 - 2012 Mohamed Osman Jawari (p.o.) 2012 - 2012 Hassan Sheikh Mohamud 2017   |
| Premier Somalii                                                  | - 2011 Abdiweli Mohamed Ali 2012 - 2012 Abdi Farah Shirdon 2013                                                                                   |
| Prezydent Sri Lanki                                              | - 2005 Mahinda Rajapaksa 2015 |
| Premier Sri Lanki                                                | - 2010 D.M. Jayaratne 2015 |
| Król Suazi                                                       | - 1986 Ntombi (współpanująca) 2018 - 1986 Mswati III 2018                                                                                         |
| Premier Suazi                                                    | - 2008 Barnabas Sibusiso Dlamini 2018 |
| Prezydent Sudanu                                                 | - 1989 Umar al-Baszir 2019 |
| Prezydent Sudanu Południowego                                    | - 2011 Salva Kiir Mayardit |
| Prezydent Surinamu                                               | - 2010 Dési Bouterse 2020 |
| Prezydent Syrii                                                  | - 2000 Baszszar al-Asad 2024 |
| Premier Syrii                                                    | - 2011 Adil Safar 2012 - 2012 Rijad Farid Hidżab 2012 - 2012 Umar Ghalawandżi (p.o.) 2012 - 2012 Wa’il al-Halki 2016                              |
| Prezydent Szwajcarii                                             | - 2012 Eveline Widmer-Schlumpf 2012 |
| Król Szwecji                                                     | - 1973 Karol XVI Gustaw |
| Premier Szwecji                                                  | - 2006 Fredrik Reinfeldt 2014 |
| Prezydent Tadżykistanu                                           | - 1994 Emomali Rahmon |
| Premier Tadżykistanu                                             | - 1999 Okil Okilow 2013 |
| Król Tajlandii                                                   | - 1946 Bhumibol Adulyadej 2016 |
| Premier Tajlandii                                                | - 2011 Yingluck Shinawatra 2014 |
| Prezydent Tajwanu                                                | - 2008 Ma Ying-jeou 2016 |
| Prezydent Tanzanii                                               | - 2005 Jakaya Kikwete 2015 |
| Premier Tanzanii                                                 | - 2008 Mizengo Pinda 2015 |
| Prezydent Timoru Wschodniego                                     | - 2007 José Ramos-Horta 2012 - 2012 Taur Matan Ruak 2017                                                                                          |
| Premier Timoru Wschodniego                                       | - 2007 Xanana Gusmão 2015 |
| Prezydent Togo                                                   | - 2005 Faure Gnassingbé 2025 |
| Premier Togo                                                     | - 2008 Gilbert Houngbo 2012 - 2012 Kwesi Ahoomey-Zunu 2015                                                                                        |
| Król Tonga                                                       | - 2006 Jerzy Tupou V 2012 - 2012 Tupou VI |
| Premier Tonga                                                    | - 2010 Lord Tuʻivakanō 2014 |
| Prezydent Trynidadu i Tobago                                     | - 2003 George Maxwell Richards 2013 |
| Premier Trynidadu i Tobago                                       | - 2010 Kamla Persad-Bissessar 2015 |
| Prezydent Tunezji                                                | - 2011 Al-Munsif al-Marzuki 2014 |
| Premier Tunezji                                                  | - 2011 Hammadi al-Dżibali 2013 |
| Prezydent Turcji                                                 | - 2007 Abdullah Gül 2014 |
| Premier Turcji                                                   | - 2003 Recep Tayyip Erdoğan 2014 |
| Prezydent Turkmenistanu                                          | - 2006 Gurbanguly Berdimuhamedow 2022 |
| Prezydent Ugandy                                                 | - 1986 Yoweri Museveni |
| Premier Ugandy                                                   | - 2011 Amama Mbabazi 2014 |
| Prezydent Ukrainy                                                | - 2010 Wiktor Janukowycz 2014 |
| Premier Ukrainy                                                  | - 2010 Mykoła Azarow 2014 |
| Prezydent Urugwaju                                               | - 2010 José Mujica 2015 |
| Prezydent USA                                                    | - 2009 Barack Obama 2017 |
| Prezydent Uzbekistanu                                            | - 1991 Islom Karimov 2016 |
| Premier Uzbekistanu                                              | - 2003 Shavkat Mirziyoyev 2016 |
| Prezydent Vanuatu                                                | - 2009 Iolu Abil 2014 |
| Premier Vanuatu                                                  | - 2011 Sato Kilman 2013 |
| Prezydent Wenezueli                                              | - 1999 Hugo Chávez 2013 |
| Prezydent Węgier                                                 | - 2010 Pál Schmitt 2012 - 2012 László Kövér 2012 - 2012 János Áder 2022                                                                           |
| Premier Węgier                                                   | - 2010 Viktor Orbán |
| Monarcha Wielkiej Brytanii                                       | - 1952 Elżbieta II 2022 |
| Premier Wielkiej Brytanii                                        | - 2010 David Cameron 2016 |
| Prezydent Wietnamu                                               | - 2011 Trương Tấn Sang 2016 |
| Premier Wietnamu                                                 | - 2006 Nguyễn Tấn Dũng 2016 |
| Prezydent Włoch                                                  | - 2006 Giorgio Napolitano 2015 |
| Premier Włoch                                                    | - 2011 Mario Monti 2013 |
| Prezydent WKS                                                    | - 2010 Alassane Ouattara |
| Premier WKS                                                      | - 2007 Guillaume Soro 2012 - 2012 Jeannot Ahoussou-Kouadio 2012 - 2012 Daniel Kablan Duncan 2017                                                  |
| Prezydent Wysp Marshalla                                         | - 2009 Jurelang Zedkaia 2012 - 2012 Christopher Loeak 2016                                                                                        |
| Prezydent Wysp Świętego Tomasza i Książęcej                      | - 2011 Manuel Pinto da Costa 2016 |
| Prezydent Zambii                                                 | - 2011 Michael Sata 2014 |
| Prezydent Zimbabwe                                               | - 1987 Robert Mugabe 2017 |
| Premier Zimbabwe                                                 | - 2009 Morgan Tsvangirai 2013 |
| Prezydent ZEA                                                    | - 2004 Chalifa ibn Zajid Al Nahajjan 2022 |
| Premier ZEA                                                      | - 2006 Muhammad ibn Raszid al-Maktum |

Rok 2012 / MMXII
stulecia: XX wiek ~
XXI wiek ~
XXII wiek

dziesięciolecia:
1980–1989 •
1990–1999 •
2000–2009 •
2010–2019
• 2020–2029

lata: 2002 «
2007 «
2008 «
2009 «
2010 «
2011 «
2012
» 2013
» 2014
» 2015
» 2016
» 2017
» 2022

## Rok 2012 ogłoszono
- Rokiem Janusza Korczaka (uchwała Sejmu z 16 września 2011 r.)
- Rokiem ks. Piotra Skargi (uchwała Sejmu z 16 września 2011 r.)
- Rokiem Józefa Ignacego Kraszewskiego (uchwała Sejmu z 16 września 2011 r.)
- Europejskim Rokiem Aktywnego Starzenia się (uchwała Parlamentu Europejskiego z 7 lipca 2011 r.)

## Wydarzenia w Polsce
Wydarzenia szczegółowo: I | II | III | IV | V | VI | VII | VIII | IX | X | XI | XII

### Styczeń
- 1 stycznia – weszła w życie nowelizacja ustawy o ochronie zwierząt, która wprowadziła definicję schroniska oraz rozszerzyła katalog czynów zabronionych, które uznaje się za znęcanie[1].
- 8 stycznia – odbył się XX finał Wielkiej Orkiestry Świątecznej Pomocy[2].
- 24 stycznia – w Sosnowcu zabito sześciomiesięczną Magdalenę Waśniewską[3].
- 26 stycznia – Polska podpisała ACTA[4]. Doprowadziło to wtedy do protestów społecznych, w których domagano się nie ratyfikowania przez Polskę tej umowy[5].
- 29 stycznia – otwarto Stadion Narodowy w Warszawie[6].

### Luty
- 2 lutego – ingres arcybiskupa Wacława Depo na metropolitę częstochowskiego[7].
- 9 lutego – na Cmentarzu Rakowickim w Krakowie odbył się pogrzeb polskiej noblistki – Wisławy Szymborskiej[8][9].
- 29 lutego – odbył się pierwszy mecz na Stadionie Narodowym w Warszawie. Polska zremisowała z Portugalią 0:0[10].

### Marzec
- 3 marca – w wyniku czołowego zderzenia dwóch pociągów pasażerskich pod Szczekocinami zginęło 16 osób, a 57 zostało rannych[11].
- 24 marca – w Warszawie otwarto Most Marii Skłodowskiej-Curie[12].

### Kwiecień
- 21 kwietnia – protesty w Warszawie przeciw nieprzyznaniu Telewizji Trwam miejsca na I multipleksie telewizyjnym[13][14].
- 29 kwietnia – na antenie TVP2 ukazało się ostatnie wydanie teleturnieju muzycznego Szansa na sukces[15].

### Maj
- 11 maja – Sejm uchwalił tzw. reformę emerytalną, wydłużającą i stopniowo zrównującą wiek emerytalny kobiet i mężczyzn do 67 lat[16].
- 16 maja – była posłanka PO, Beata Sawicka została skazana na karę 3 lat pozbawienia wolności. Sąd uznał ją za winną płatnej protekcji, żądania i przyjęcia łapówki[17].
- 17 maja – wypadek promu morskiego w Gdyni, statek uderzył w nabrzeżną suwnicę, ranne zostały 3 osoby[18].

### Czerwiec
- 1 czerwca:
  - prezydent RP Bronisław Komorowski podpisał ustawę emerytalną, wydłużającą wiek emerytalny do 67 lat[19].
  - Program Pierwszy i Drugi Telewizji Polskiej zaczęły nadawanie w wysokiej rozdzielczości[20].
- 5 czerwca – premier RP Donald Tusk odwołał Jacka Paszkiewicza ze stanowiska szefa Narodowego Funduszu Zdrowia[21].
- 6 czerwca – na Cmentarzu Wojskowym na Powązkach w Warszawie pochowano urnę z prochami zmarłego tragicznie w 1989 roku w USA Kazimierza Deyny[22].
- 8 czerwca:
  - rozpoczęły się piłkarskie mistrzostwa Europy w Piłce Nożnej – Euro 2012[23].
  - na placu Zbawiciela w Warszawie stanęła „Tęcza”[24].

### Lipiec
- 13 lipca – „Puls Biznesu” ujawnił nagrania rozmowy Władysława Serafina, szefa kółek rolniczych, uznawanego za bliskiego współpracownika Waldemara Pawlaka, z Władysławem Łukasikiem, byłym prezesem Agencji Rynku Rolnego. Rozmowa odbyła się prawdopodobnie w styczniu i ujawnia szereg nieprawidłowości popełnianych przez członków PSL[25].
- 14 lipca – nad Polską przeszła trąba powietrzna. Śmierć poniosła 1 osoba, rannych zostało 10 osób. Nawałnica przyniosła zniszczenia.
- 19 lipca – nadawanie rozpoczął kanał Puls 2, należący do Telewizji Puls. Wcześniej całodobowo wyświetlany był obraz kontrolny[26].
- 24 lipca – pożar Elektrowni Turów. Przyczyną był wybuch pyłu węglowego. Płonęły dwa bloki energetyczne. W wyniku pożaru ranne zostały cztery osoby[27].
- 26 lipca:
  - Prokuratura Okręgowa w Katowicach umorzyła śledztwo w sprawie katastrofy w kopalni Wujek-Śląsk w Rudzie Śląskiej przed blisko trzema laty. Śledczy nie dopatrzyli się związku między działaniem człowieka a zaistnieniem katastrofy, w której zginęło 20 górników.
  - Główny Urząd Statystyczny opublikował szczegółowe wyniki Narodowego Spisu Powszechnego Ludności i Mieszkań 2011, które wykazały, że w dniu referencyjnym spisu, czyli 31 marca 2011, ludność faktyczna Polski wynosiła 38 511 824 osób[28].
- 31 lipca – Stanisław Kalemba wszedł w skład rządu Donalda Tuska[29].

### Sierpień
- 17 sierpnia – patriarcha moskiewski i całej Rusi Cyryl I oraz przewodniczący Konferencji Episkopatu Polski arcybiskup Józef Michalik podpisali na Zamku Królewskim w Warszawie wspólne przesłanie Rosyjskiego Kościoła Prawosławnego i Kościoła rzymskokatolickiego, wzywające do pojednania polsko-rosyjskiego[30].

### Wrzesień
- 13 września – Rzeczpospolita Polska została oficjalnym członkiem Europejskiej Agencji Kosmicznej[31].
- 29 września:
  - wejście w życie ustawy z dnia 16 września 2011 r. o zmianie ustawy o dostępie do informacji publicznej w zakresie dotyczącym centralnego repozytorium[32]
  - ulicami Warszawy przeszedł ponad czterdziestotysięczny marsz „Obudź się Polsko”, zorganizowany przez PiS, sympatyków Radia Maryja i TV Trwam oraz „Solidarność”[33].

### Październik
- 7 października – Marek Bieńczyk został laureatem Nagrody Literackiej „Nike” 2012 za zbiór esejów pt. Książka twarzy[34].

### Listopad
- 11 listopada – powstanie partii politycznej Ruch Narodowy[35].
- 17 listopada – Janusz Piechociński został wybrany nowym prezesem PSL[36].

### Grudzień
- 6 grudnia – Janusz Piechociński wszedł w skład rządu Donalda Tuska[37].
- 9 grudnia – Mężczyzna ze Świdnicy koło Wałbrzycha zaatakował Obraz Matki Boskiej Częstochowskiej na Jasnej Górze, rzucając farbą w obraz. Obraz dzięki ochronnej szybie nie został zniszczony, wydarzenie to wywołało poruszenie wiernych w Polsce[38].

## Wydarzenia na świecie
Wydarzenia szczegółowo: I | II | III | IV | V | VI | VII | VIII | IX | X | XI | XII

### Styczeń
- 1 stycznia:
  - Dania objęła prezydencję w Unii Europejskiej.
  - weszła w życie nowa konstytucja Węgier.
  - trzęsienie ziemi o skali 6,8 Richtera w Japonii.
- 10 stycznia – Christopher Loeak został zaprzysiężony na stanowisku prezydenta Wysp Marshalla.
- 12 stycznia – Vjekoslav Bevanda został zaprzysiężony na stanowisku premiera Bośni i Hercegowiny.
- 13 stycznia – u wybrzeży wyspy Giglio zatonął włoski statek wycieczkowy Costa Concordia, w wyniku czego zginęły 32 osoby, a 64 zostały ranne.
- 14 stycznia:
  - w Macedonii doszło do starć na tle etnicznym.
  - Otto Pérez Molina został zaprzysiężony na stanowisku prezydenta Gwatemali.
- 15 stycznia – sondy Fobos-Grunt i Yinghuo-1 zostały zniszczone wskutek tarcia podczas wchodzenia w atmosferę ziemską nad Nową Zelandią.
- 17 stycznia:
  - Martin Schulz objął funkcję Przewodniczącego Parlamentu Europejskiego.
  - wybuch powstania Tuaregów w Mali.
- 19 stycznia – Departament Sprawiedliwości Stanów Zjednoczonych zamknął serwer plików Megaupload z powodu nagminnego łamania praw autorskich.
- 20 stycznia – 211 zabitych w wyniku aktów przemocy przeprowadzonych przez Boko Haram w nigeryjskim mieście Kano.
- 22 stycznia – Rosen Plewneliew został zaprzysiężony na stanowisku prezydenta Bułgarii.
- 23 stycznia – Unia Europejska nałożyła embargo na Iran[39].
- 26 stycznia – Unia Europejska i 22 państwa członkowskie (bez Cypru, Estonii, Niemiec, Holandii i Słowacji) podpisały umowę ACTA.

### Luty
- 1 lutego – podczas zamieszek na stadionie w Port Saidzie zginęło 79 osób, a blisko 1000 zostało rannych.
- 3 lutego – wojna domowa w Syrii: początek szturmu sił rządowych na Baba Amro w mieście Hims.
- 6 lutego – w następstwie protestów społecznych przeciwko polityce oszczędnościowej rządu do dymisji podał się premier Rumunii Emil Boc.
- 7 lutego – Mohamed Nasheed ustąpił ze stanowiska prezydenta Malediwów w następstwie antyrządowych protestów społecznych. Jego następcą został Mohammed Waheed Hassan.
- 9 lutego – Mihai Răzvan Ungureanu został zaprzysiężony na stanowisku premiera Rumunii.
- 10 lutego – Janez Janša został zaprzysiężony na stanowisku premiera Słowenii.
- 12 lutego – 100 tys. Greków protestowało przeciwko kolejnym planom oszczędnościowym. Demonstrujący podpalali sklepy, banki i budynki państwowe. Doszło do starć z policją. Straty oszacowano są na miliony euro.
- 13 lutego – w Nowym Delhi w Indiach i w Tbilisi w Gruzji dokonano zamachów na izraelskich dyplomatów.
- 17 lutego – prezydent Niemiec Christian Wulff ustąpił ze stanowiska w związku z zarzutami korupcyjnymi.
- 21 lutego – członkinie zespołu Pussy Riot zorganizowały podczas nabożeństwa w moskiewskim soborze Chrystusa Zbawiciela happening wymierzony w ówczesnego premiera Władimira Putina i prawosławnych duchownych.
- 22 lutego:
  - obywatele Chorwacji opowiedzieli się w referendum za przystąpieniem do Unii Europejskiej.
  - wojna domowa w Somalii: etiopskie wojska odbiły z rąk rebeliantów Asz-Szabab miasto Baydhabo.
  - wojna w Afganistanie: spalenie koranu przez amerykańskich żołnierzy wywołało falę nastrojów antyzachodnich.
  - 51 osób zginęło, a ponad 700 zostało rannych wskutek zderzenia dwóch pociągów w Buenos Aires w Argentynie.
- 25 lutego – Abd Rabbuh Mansur Hadi został zaprzysiężony na nowego prezydenta Jemenu, czym zakończyło się powstanie narodowe.
- 26 lutego – odbyły się wybory prezydenckie w Senegalu.
- 29 lutego – w Tokio ukończono budowę najwyższej na świecie wieży telewizyjnej.

### Marzec
- 1 marca:
  - Sauli Niinistö został zaprzysiężony na stanowisku prezydenta Finlandii.
  - wojna domowa w Syrii: wojska rządowe zdobyły po oblężeniu dzielnicę Baba Amro w Himsie.
- 4 marca:
  - Władimir Putin wynikiem 63,30% głosów zwyciężył w wyborach prezydenckich w Rosji.
- 4-5 marca – bitwa o Dofas w Jemenie – ponad 200 zabitych.
  - wybuch wojskowego składu amunicji w Brazzaville – zginęło ponad 250 osób.
- 8 marca – egzekucja Brytyjczyka Chrisa McManusa i Włocha Franco Lamolinara w Nigerii w wykonaniu Boko Haram w odpowiedzi na nieudaną akcję odbicia zakładników.
- 9 marca:
  - rozpoczął się 4-dniowy izraelsko-palestyński konflikt zbrojny.
  - polscy himalaiści Adam Bielecki i Janusz Gołąb dokonali pierwszego zimowego wejścia na Gaszerbrum I (8068 m n.p.m.).
- 9–13 marca:
  - marcowa konfrontacja izraelsko-palestyńska.
  - wojna domowa w Syrii: bitwa o Idlib zakończona zwycięstwem wojska Asada.
- 10 marca – lewicowe ugrupowanie SMER wygrało wybory parlamentarne na Słowacji.
- 11 marca – wojna w Afganistanie: Amerykański żołnierz dokonał masakry 16 cywilów w okolicach miasta Pandżawi w prowincji Kandahar.
- 12 marca – 19 osób zginęło, a 8 zostało rannych w wyniku ostrzelania przez nieznanych sprawców autobusu nieopodal etiopskiego miasta Gambela.
- 13 marca:
  - zawarto rozejm kończący czterodniowe walki izraelsko-palestyńskie.
  - około 150 osób zginęło w wyniku zatonięcia promu na rzece Meghna w Bangladeszu.
  - w katastrofie belgijskiego autokaru w Szwajcarii zginęło 28 osób (w tym 22 dzieci w wieku 11-12 lat), a 24 zostały ranne.
- 16 marca – Nicolae Timofti został wybrany przez parlament na urząd prezydenta Mołdawii.
- 17 marca:
  - Francisco Guterres i Taur Matan Ruak przeszli do II tury wyborów prezydenckich na Timorze Wschodnim.
  - wojna domowa w Syrii: 27 osób zginęło, a 140 zostało rannych w wyniku eksplozji dwóch samochodów-pułapek w pobliżu siedziby wywiadu i głównej siedziby policji w Damaszku.
  - zakończyła się misja podstawowa badającej Merkurego amerykańskiej sondy MESSENGER.
- 18 marca:
  - Joachim Gauck został wybrany przez Zgromadzenie Federalne na nowego Prezydenta Republiki Federalnej Niemiec.
  - po śmierci Jerzego Tupou V królem Tonga został Tupou VI.
- 21 marca – w Mali doszło do zamachu stanu. Władze w kraju przejął kapitan Amadou Sanogo.
- 23 marca – Nicolae Timofti został zaprzysiężony na stanowisku prezydenta Mołdawii.
- 25 marca – były premier Senegalu Macky Sall zwyciężył w II turze wyborów prezydenckich nad urzędującym prezydentem Abdoulaye Wade.
- 26 marca – wybuch granicznego konfliktu między Sudanem i Sudanem Południowym.
- 28 marca – wojna domowa w Syrii: członkowie prorządowej milicji zamordowali na północy kraju dwóch brytyjskich dziennikarzy pochodzenia algierskiego.
- 31 marca – prezydent Mauritiusa Anerood Jugnauth ustąpił ze stanowiska. P.o. prezydenta została wiceprezydent Monique Ohsan-Bellepeau.

### Kwiecień
- 1 kwietnia – weszła w życie Europejska Inicjatywa Obywatelska.
- 2 kwietnia:
  - prezydent Węgier Pál Schmitt ustąpił ze stanowiska.
  - Macky Sall został zaprzysiężony na urząd prezydenta Senegalu.
  - w katastrofie lotu UTair 120 w rosyjskim mieście Tiumeń zginęły 33 osoby, a 10 zostało rannych.
- 4 kwietnia:
  - Robert Fico został po raz drugi premierem Słowacji.
  - w samobójczym zamachu bombowym w Teatrze Narodowym w stolicy Somalii Mogadiszu zginęło 10 osób, w tym szefowie związku piłki nożnej i komitetu olimpijskiego.
- 5 kwietnia – Abdoul Mbaye został premierem Senegalu.
- 6 kwietnia – Narodowy Ruch Wyzwolenia Azawadu proklamował jednostronnie niepodległość częściowo przez siebie kontrolowanego regionu Azawad (niepodległość nie uznana przez Mali, wspólnotę międzynarodową oraz część grup zbrojnych kontrolujących ten region).
- 7 kwietnia – Joyce Banda została pierwszą kobietą-prezydentem Malawi.
- 11 kwietnia – silne trzęsienie ziemi u wybrzeży Sumatry o sile 8,7 stopnia w skali Richtera.
- 12 kwietnia:
  - w Gwinei Bissau doszło do wojskowego zamachu stanu.
  - zamach stanu w Mali: Dioncounda Traoré został p.o. prezydenta.
- 13 kwietnia – północnokoreańska rakieta nośna Unha-3 ulega awarii wskutek czego na orbitę nie dostał się satelita Kwangmyŏngsŏng-3. Start ten większość państw potraktowała jako złamanie postanowień rezolucji 1718 i 1874 Rady Bezpieczeństwa ONZ.
- 15 kwietnia – obchody 100 rocznicy zatonięcia transatlantyku RMS Titanic.
- 17 kwietnia – w zakładach w Togliatti zjechała z linii montażowej ostatnia Łada 2107.
- 18 kwietnia – Augustin Matata Ponyo został premierem Demokratycznej Republiki Konga.
- 19 kwietnia – Leonid Tibiłow został prezydentem Osetii Południowej.
- 20 kwietnia – 127 osób zginęło w katastrofie Boeinga 737-236 w Islamabadzie.
- 22 kwietnia:
  - we Francji odbyła się I tura wyborów prezydenckich, w której zwyciężył kandydat socjalistów François Hollande przed urzędującym prezydentem Nicolasem Sarkozym.
  - w Kalifornii spadł meteoryt Sutter’s Mill.
- 25 kwietnia – na granicy między Armenią i Azerbejdżanem doszło do wymiany ognia w której zginęło 3 żołnierzy ormiańskich.
- 26 kwietnia – Rostisław Chugajew został premierem Osetii Południowej.
- 27 kwietnia – w serii 4 zamachów bombowych w Dniepropetrowsku na Ukrainie rannych zostało 27 osób.
- 30 kwietnia – wojna domowa w Syrii: ponad 20 osób zginęło w wyniku wybuchu bomby podłożonej przez członków Frontu Obrony Ludności Lewantu w pobliżu kwatery głównej służb wywiadowczych sił powietrznych w Idlib.

### Maj
- 2 maja:
  - węgierskie Zgromadzenie Narodowe wybrało na prezydenta Jánosa Ádera.
  - Fajiz at-Tarawina został po raz drugi premierem Jordanii.
- 6 maja – socjalista François Hollande wygrał wybory prezydenckie we Francji, pokonując w II turze urzędującego prezydenta Nicolasa Sarkozy’ego.
- 7 maja:
  - Władimir Putin został zaprzysiężony na urząd prezydenta Federacji Rosyjskiej (III kadencja).
  - Victor Ponta został premierem Rumunii.
  - w Syrii odbyły się zbojkotowane przez opozycję wybory parlamentarne.
- 8 maja:
  - Dmitrij Miedwiediew został premierem Rosji.
  - Perry Christie został po raz drugi premierem Bahamów.
- 9 maja – 45 osób zginęło w katastrofie samolotu Suchoj Superjet 100 na indonezyjskiej wyspie Jawa.
- 10 maja:
  - János Áder został prezydentem Węgier.
  - wojna domowa w Syrii: w wyniku wybuchu dwóch bomb w dzielnicy Kazaz w Damaszku zginęło 55 osób, a 372 zostały ranne.
- 11 maja – Manuel Serifo Nhamadjo został p.o. prezydenta Gwinei Bissau.
- 15 maja:
  - skończyła się 5-letnia kadencja Prezydenta Francji Nicolasa Sarkozy’ego.
  - zaprzysiężenie François Hollande na urząd Prezydenta Francji.
- 16 maja:
  - we Francji utworzono rząd Jean-Marca Ayraulta.
  - Laurent Lamothe został premierem Haiti.
- 17 maja – Panajotis Pikramenos został premierem Grecji.
- 20 maja:
  - w II turze wyborów prezydenckich w Serbii Tomislav Nikolić pokonał urzędującego prezydenta Borisa Tadicia.
  - w trzęsieniu ziemi we włoskim regionie Emilia-Romania zginęło 7 osób, a 50 zostało rannych.
- 21 maja:
  - Vicente Ehate Tomi został premierem Gwinei Równikowej.
  - w samobójczym zamachu dokonanym w Sanie, stolicy Jemenu zginęło 96 żołnierzy, a prawie 300 zostało rannych[40]
- 25 maja – podczas drugiego lotu próbnego statku kosmicznego Dragon po raz pierwszy doszło do połączenia komercyjnego statku kosmicznego z Międzynarodową Stacją Kosmiczną.
- 26 maja – reprezentantka Szwecji – Loreen ze swoim utworem „Euphoria” wygrała 57. Konkurs Piosenki Eurowizji, który organizowany był w stolicy Azebrejdżanu – Baku.
- 27 maja – film Miłość w reżyserii Michaela Haneke otrzymał Złotą Palmę podczas 65. Międzynarodowego Festiwalu Filmowego w Cannes.
- 29 maja – 20 osób zginęło, a 300 zostało rannych w wyniku trzęsienia ziemi, które nawiedziło region Emilia-Romania we Włoszech.
- 30 maja:
  - IUPAC zatwierdziła oficjalne nazwy dwóch nowych pierwiastków: flerovium i livermorium.
  - były prezydent Liberii Charles Taylor został skazany na 50 lat pozbawienia wolności przez Sąd Specjalny dla Sierra Leone w Hadze za zbrodnie wojenne i przeciw ludzkości jakich dopuścił się podczas wojny domowej w tym kraju.
- 31 maja – Irlandczycy opowiedzieli się w referendum za przyjęciem paktu fiskalnego.

### Czerwiec
- 2 czerwca – wyrokiem kairskiego sądu Husni Mubarak – obalony prezydent Egiptu – został skazany na karę dożywotniego pozbawienia wolności.
- 3 czerwca – w katastrofie lotu Dana Air 992 w stolicy Nigerii Lagos zginęło 159 osób.
- 4 czerwca – w starciu na granicy między Armenią a Azerbejdżanem zginęło 5 żołnierzy azerskich.
- 6 czerwca – wojna domowa w Syrii: prorządowe bojówki alawickie dokonały rzezi 78 cywilów w wioskach Al-Kubajar i Maazarif pod Hamą.
- 7 czerwca – został stracony Abid Al-Hamid Mahmud, bliski współpracownik byłego dyktatora Iraku Saddama Husajna, w tzw. Amerykańskiej Talii Kart występujący jako as karo.
- 8 czerwca – Tom Thabane został premierem Lesotho.
- 11 czerwca – 75 osób zginęło w wyniku trzęsienia ziemi, które nawiedziło afgańską prowincję Baghlan.
- 16 czerwca:
  - rozpoczęła się chińska misja kosmiczna Shenzhou 9. Wśród trzyosobowej załogi była pierwsza chińska astronautka Liu Yang.
  - 26 osób zginęło, a 65 zostało rannych w zamachu bombowym na bazarze w miejscowości Landi Kotal w północno-zachodnim Pakistanie.
  - 26 osób zginęło, a 68 zostało rannych w zamachu bombowym w czasie szyickiego święta w Bagdadzie.
- 17 czerwca – centroprawicowa Nowa Demokracja wygrała przedterminowe wybory parlamentarne w Grecji.
- 20 czerwca – Andonis Samaras został zaprzysiężony na stanowisko premiera Grecji.
- 22 czerwca:
  - Federico Franco został prezydentem Paragwaju.
  - Raja Pervez Ashraf został premierem Pakistanu.
  - zakończono produkcję Mazdy RX-8, ostatniego samochodu napędzanego silnikiem Wankla.
- 23 czerwca:
  - prezydent Paragwaju Fernando Lugo został usunięty ze stanowiska.
  - w Dublinie odbył się ostatni koncert irlandzkiego boys bandu Westlife.
- 26 czerwca – linie lotnicze Air Finland ogłosiły upadłość.
- 27 czerwca – Narodowy Ruch Wyzwolenia Azawadu, który 6 kwietnia proklamował jednostronnie niepodległość częściowo przez siebie kontrolowanego regionu Azawad, został pobity i wyparty z większości miast przez antyniepodległościowych islamistów z Ansar ad-Din chcących wprowadzić szariat w całym Mali.
- 29 czerwca – zakończyła się chińska załogowa misja kosmiczna Shenzhou 9.

### Lipiec
- 1 lipca:
  - Cypr objął prezydencję w UE.
  - w Kijowie odbył się finał EURO 2012.
- 4 lipca:
  - CERN ogłosił zarejestrowanie cząstki o własnościach zbliżonych do bozonu Higgsa.
  - Parlament Europejski odrzucił umowę ACTA, 478 głosujących było przeciwko traktatowi, 39 za i 165 posłów wstrzymało się od głosu.
- 5 lipca – w Londynie oddano do użytku wieżowiec Shard London Bridgeo wysokości 309,6 m.
- 10 lipca – w rosyjskiej Wikipedii trwał protest przeciwko cenzurze Internetu.
- 13 lipca – potwierdzono istnienie piątego znanego księżyca Plutona – planety karłowatej znajdującej się w pasie Kuipera.
- 25 lipca – Pranab Mukherjee objął urząd prezydenta Indii.

### Sierpień
- sierpień – pierwsza sonda kosmiczna wykonana przez człowieka (Voyager 1) przekroczyła heliopauzę i znalazła się w przestrzeni międzygwiezdnej.
- 6 sierpnia – łazik Curiosity wylądował na Marsie.
- 9 sierpnia – w czasopiśmie „Nature” opublikowano informację o kolejnym odkryciu szczątków Homo rudolfensis, potwierdzającym tezę, że był on odrębnym gatunkiem.
- 16 sierpnia – władze Ekwadoru przyznały azyl polityczny założycielowi portalu WikiLeaks Julianowi Assange’owi.
- 24 sierpnia – Anders Breivik został skazany na 21 lat pozbawienia wolności za przeprowadzenie dwóch zamachów w Norwegii w 2011 roku.

### Wrzesień
- 3 września – Abd al-Malik Sallal został premierem Algierii.
- 9 września – wiceprezydent Iraku Tarik al-Haszimi został zaocznie skazany na karę śmierci przez powieszenie pod zarzutem zabójstwa.
- 10 września:
  - Archiwa Narodowe USA opublikowały kilka tysięcy stron dokumentów dotyczących mordu polskich oficerów przez NKWD w Katyniu w 1940 roku.
  - Hassan Sheikh Mohamud został wybrany przez parlament nowym prezydentem Somalii.
- 11 września – w Kairze (Egipt) i Bengazi (Libia) rozpoczęły się antyamerykańskie demonstracje wywołane informacjami na temat antyislamskiego filmu Innocence of Muslims. W wyniku zamachu w Bengazi zginął amerykański dyplomata J. Christopher Stevens oraz trzej inni pracownicy amerykańskiej placówki dyplomatycznej.
- 12 września – sesja plenarna Parlamentu Europejskiego w Strasburgu – szef Komisji Europejskiej José Manuel Durão Barroso wystąpił z propozycją: Europe must become a ‘federation of nation-states’; Europa musi stać się „federacją państw narodowych”. (Unia gospodarcza i walutowa, unia polityczna o spójnej polityce zagranicznej i obronnej).
- 19 września – za pomocą teleskopów kosmicznych Hubble’a i Spitzera odkryto galaktykę MACS 1149-JD, oddaloną o 13,2 miliarda lat świetlnych od Ziemi.

### Październik
- 7 października
  - Państwowa Komisja Wyborcza w Wenezueli poinformowała, że Hugo Chávez uzyskał 54% głosów w wyborach prezydenckich i został wybrany na kolejną kadencję.
  - libijski parlament zdymisjonował premiera Mustafę Bu Szagura.
- 14 października
  - Felix Baumgartner wykonał skok spadochronowy ze stratosfery (ok. 39 km). Podczas swobodnego spadania przekroczył prędkość dźwięku, bijąc jednocześnie trzy rekordy.
- 26 października – premiera systemu operacyjnego Windows 8 i tabletu Surface.

### Listopad
- 6 listopada – wybory prezydenckie w USA: urzędujący prezydent demokrata Barack Obama wygrał wybory pokonując republikanina Mitta Romneya.
- 9 listopada – dyrektor CIA gen. David Petraeus ogłosił swoją dymisję.
- 10 listopada – papież Benedykt XVI podpisał motu proprio Latina lingua erygujące Papieską Akademię Języka Łacińskiego.
- 15 listopada – obrano Biuro Polityczne Komunistycznej Partii Chin. Nowym sekretarzem generalnym i zwierzchnikiem wojsk został Xi Jinping.

### Grudzień
- 12 grudnia – z poligonu rakietowego Sohae w Korei Północnej wystartowała rakieta Unha-3, wynosząc poprawnie satelitę Kwangmyŏngsŏng-3-2, pierwszego północnokoreańskiego sztucznego satelitę.
- 21 grudnia
  - zakończył się poprzedni cykl długiej rachuby kalendarza Majów (według korelacji Goodmana-Martineza-Thompsona); dla wielu zwolenników teorii ezoterycznych data końca świata lub moment wielkiej przemiany duchowej (por. Fenomen roku 2012).
  - teledysk Gangnam Style rapera PSY jako pierwszy w historii YouTube osiągnął miliard wyświetleń.
- 31 grudnia – zakończył się pierwszy okres zobowiązania Protokołu z Kioto.

## Wydarzenia sportowe

### Styczeń
- 29 grudnia-6 stycznia – odbył się 60. Turniej Czterech Skoczni, w którym triumfował Austriak Gregor Schlierenzauer.
- 29 grudnia-8 stycznia – odbyła się 6. edycja Tour de Ski. W klasyfikacji generalnej zwyciężyli Justyna Kowalczyk oraz Szwajcar Dario Cologna. Polka we wszystkich dziewięciu startach stanęła na podium, a w czterech z nich zwyciężyła.
- 1–15 stycznia – odbyła się 34. edycja Rajdu Dakar, która po raz czwarty gościła na trasach Ameryki Południowej. Historyczne 10. zwycięstwo w tym rajdzie odniósł Francuz Stéphane Peterhansel. Najlepszy z Polaków, Krzysztof Hołowczyc, uplasował się na 10. miejscu. Osiągnął także historyczne wyniki – był pierwszym polskim liderem całego rajdu, a także zwyciężył na jednym z etapów. Swój debiut w imprezie zanotował skoczek narciarski, Adam Małysz, który zmagania zakończył na 38. pozycji.
- 13–15 stycznia – w Lipsku rozegrane zostały Halowe Mistrzostwa Europy w Hokeju na Trawie. W finale kobiet reprezentacja Niemiec pokonała Białoruś 3:2, natomiast w walce o brązowy medal Polki wygrały z Holenderkami 4:3. W rywalizacji mężczyzn również triumfowali gospodarze, zwyciężając w finałowym pojedynku z Czechami. Podium dopełnili Austriacy.
- 13–22 stycznia – odbyły się Pierwsze Zimowe Igrzyska Olimpijskie Młodzieży w Innsbrucku 2012. Polacy nie zdobyli jednak medalu w żadnej z rozegranych konkurencji.
- 15 stycznia – Kamil Stoch zajął trzecie miejsce w drugim konkursie PŚ w lotach narciarskich na austriackiej skoczni Kulm w Tauplitz.
- 15–29 stycznia – odbyły się 10. w historii Mistrzostwa Europy w Piłce Ręcznej Mężczyzn. Po raz drugi po tytuł mistrzowski sięgnęła reprezentacja Danii, która w finale pokonała drużynę gospodarzy Serbię 21:19. Brązowy medal zdobyła Chorwacja, po pokonaniu Hiszpanii 31:27. Polska odpadła z rozgrywek w drugiej rundzie i ostatecznie została sklasyfikowana na 9. miejscu. Brak złotego medalu ze strony Serbii dał nam jednak udział w kwalifikacjach do IO w Londynie.
- 16–29 stycznia – miał miejsce pierwszy w sezonie wielkoszlemowy turniej – Australian Open. W zawodach zwyciężyli Białorusinka Wiktoryja Azaranka oraz Serb Novak Đoković. Zwyciężczyni tego turnieju została nową liderką światowego rankingu.
- 20–22 stycznia – odbyły się inauguracyjne zawody RMŚ – Rajd Monte Carlo – w którym po raz szósty zwyciężył zawodnik Citroëna, Francuz Sébastien Loeb. Polak Michał Kościuszko, jeżdżący Fordem, triumfował w klasyfikacji pojazdów produkcyjnych (PWRC) i został pierwszym liderem mistrzostw świata w tej kategorii.
- 21–22 stycznia:
  - odbyły się zawody PŚ w biegach narciarskich w estońskim Otepää. W obu konkursach (sprint i bieg na 10 kilometrów techniką klasyczną) zwyciężyła Justyna Kowalczyk.
  - odbyły się dwa konkursy PŚ w skokach narciarskich na Wielkiej Krokwi w Zakopanem. W sobotę zwyciężył Kamil Stoch, natomiast w niedzielę Austriak Gregor Schlierenzauer.
- 28–29 stycznia – Kamil Stoch dwukrotnie stanął na podium w zawodach PŚ w skokach narciarskich, rozegranych w japońskim Sapporo, plasując się na trzecim i drugim miejscu. W obu konkursach zwyciężył lokalny faworyt Daiki Itō.
- 31 stycznia–11 lutego – odbyła się siódma w historii edycja Mistrzostwa Europy w Futsalu. Po raz szósty mistrzem została Hiszpania, która w finale pokonała Rosję 3:1 (w dogrywce). Takim samym wynikiem trzecie miejsce wywalczyła reprezentacja Włoch, po zwyciężeniu gospodarzy Chorwacji.

### Luty
- 2 lutego – Justyna Kowalczyk zwyciężyła w zawodach sprinterskich PŚ w biegach narciarskich w rosyjskiej Moskwie i została nową liderką klasyfikacji generalnej.
- 5 lutego:
  - Justyna Kowalczyk zajęła drugie miejsce w biegu łączonym na 15 kilometrów, w rosyjskim Rybińsku. Dzięki osiągniętemu wynikowi ponownie została liderką klasyfikacji generalnej Pucharu Świata.
  - Kamil Stoch zwyciężył w zawodach PŚ w skokach narciarskich we włoskim Predazzo w Val di Fiemme. Dzięki osiągniętemu wynikowi awansował na czwarte miejsce w klasyfikacji generalnej.
  - Tadeusz Błażusiak obronił tytuł halowego mistrza świata w wyścigach motocrossowych enduro. W zawodach w Barcelonie zwyciężył w dwóch z trzech finałów.
  - odbył się Super Bowl XLVI futbolu amerykańskiego, w którym po raz trzeci w historii rozgrywek triumfował klub New York Giants. W finale pokonali New England Patriots 21:17.
  - Adam Kszczot wynikiem 1:15,26 pobił halowy rekord Polski na 600 metrów, w rosyjskiej Moskwie. Rezultat ten jest drugim w historii konkurencji.
- 9–12 lutego – odbyła się druga eliminacja RMŚ – Rajd Argentyny. Najlepszy okazał się kierowca Forda, Fin Jari-Matti Latvala.
- 10 lutego – Łotysz Martins Dukurs i Brytyjka Shelley Rudman zwyciężyli w klasyfikacji generalnej PŚ w skeletonie.
- 11 lutego – Justyna Kowalczyk zajęła drugie miejsce w biegu masowym na 15 kilometrów, w czeskim Nowym Meście. Zwycięstwo Marit Bjørgen spowodowało utratę przez Polkę żółtego plastronu liderki PŚ w biegach narciarskich.
- 11–19 lutego – odbyła się 4. edycja FIS Team Tour. Po raz trzeci w historii zwyciężyła reprezentacja Austrii, natomiast na kolejnych pozycjach uplasowała się Norwegia i Niemcy. Polska ekipa zajęła 7. miejsce.
- 14 lutego – Adam Kszczot wynikiem 1:44,57 pobił halowy rekord Polski na 800 metrów, który poprzednio należał do Pawła Czapiewskiego. Rezultat ten osiągnął podczas mityngu we francuskim Liévin.
- 17–18 lutego – po raz pierwszy w historii odbył się konkurs PŚ w biegach narciarskich w Polsce, w Szklarskiej Porębie. W biegu sprinterskim zwyciężyła Amerykanka Kikkan Randall, natomiast w biegu na 10 kilometrów Justyna Kowalczyk. Dzięki zwycięstwu ponownie został liderką klasyfikacji generalnej.
- 20–26 lutego – odbyły się MŚ Juniorów w narciarstwie klasycznym. Reprezentacja Polski zdobyła dwa srebrne medale w konkurencji skoków narciarskich mężczyzn. Indywidualnie sukces odniósł Aleksander Zniszczoł, natomiast drużynowo skład: Klemens Murańka, Tomasz Byrt, Bartłomiej Kłusek, Aleksander Zniszczoł.
- 23 lutego – podczas mityngu XL Galan 2012 w Sztokholmie Rosjanka Jelena Isinbajewa poprawiła o jeden centymetr halowy rekord świata w skoku o tyczce, wynikiem 5,01 metra.
- 24–26 lutego – miała miejsce 22. edycja mistrzostw świata w lotach narciarskich na skoczni w Vikersund. W konkursie indywidualnym zwyciężył Robert Kranjec. Najlepszy z Polaków – Kamil Stoch był 10. Natomiast w zawodach drużynowych wygrała reprezentacja Austrii. Polacy zajęli 7. pozycję, a Piotr Żyła wynikiem 232,5 m ustanowił nowy rekord Polski w długości lotu.
- 25–26 lutego – odbyły się Mistrzostwa Europy w Saneczkarstwie na torach lodowych. Na rosyjskim torze w Paramonovo najlepsi okazali się Rosjanka Tatiana Iwanowa, Niemiec Andi Langenhan oraz austriacka dwójka – Peter Penz i Georg Fischler. Był to jednocześnie ostatni konkurs w tym sezonie. Puchar Świata zdobyli Niemiec Felix Loch, Niemka Tatjana Hüfner (po raz piąty w karierze) oraz austriacka dwójka – Andreas i Wolfgang Lingerowie.
- 26 lutego – odbyły się MŚ w skeletonie, we szwajcarskim Sankt Moritz. Tytuł sprzed roku obronił Łotysz Martins Dukurs, natomiast wśród kobiet najlepsza okazała się Niemka Katie Uhlaender.
- 29 lutego – inauguracyjny mecz Polska – Portugalia (0:0) na Stadionie Narodowym w Warszawie.

### Marzec
- 1–11 marca – w niemieckim Ruhpolding miały miejsce się 45. Mistrzostwa Świata w Biathlonie.
- 8–11 marca – odbyła się trzecia runda sezonu RMŚ – Rajd Meksyku. Po raz szósty w karierze najlepszy okazał Francuz Sebastien Loeb. Michał Kościuszko w punktacji PWRC uplasował się na trzecim miejscu, dzięki czemu utrzymał pozycję lidera w klasyfikacji generalnej.
- 9–11 marca – w Stambule odbyły się 14. Halowe Mistrzostwa Świata w Lekkoatletyce. Halowe rekordy świata w wieloboju pobili Amerykanin Ashton Eaton oraz Ukrainka Natalia Dobryńska.
- 17 marca:
  - Justyna Kowalczyk zwyciężyła w biegu na 10 kilometrów techniką klasyczną, we szwedzkim Falun.
  - Maja Włoszczowska zwyciężyła w inauguracyjnych zawodach PŚ w kolarstwie górskim, w południowoafrykańskim Pietermaritzburgu. Po raz pierwszy w karierze została liderką cyklu.
  - zakończył się sezon PŚ w snowboardzie. W klasyfikacji końcowej triumfowali Włoch Roland Fischnaller oraz Szwajcarka Patrizia Kummer.
- 18 marca:
  - zakończył się sezon PŚ w narciarstwie alpejskim. W klasyfikacji generalnej triumfowali Austriak Marcel Hirscher oraz Amerykanka Lindsey Vonn.
  - zakończono sezon PŚ w skokach narciarskich. W klasyfikacji najlepszy okazał się Norweg Anders Bardal, natomiast po PŚ w lotach narciarskich sięgnął po raz drugi w karierze Słoweniec Robert Kranjec. Najlepszy z Polaków, Kamil Stoch, zajął 5. miejsce.
  - zakończył się sezon PŚ w biathlonie. W klasyfikacji ogólnej zwyciężyli Francuz Martin Fourcade oraz Niemka Magdalena Neuner, która jednocześnie zakończyła karierę.
  - dobiegł końca sezon PŚ w biegach narciarskich. W ogólnej punktacji triumfowali Szwajcar Dario Cologna oraz Norweżka Marit Bjørgen. Justyna Kowalczyk zajęła drugą pozycję.
  - Brytyjczyk Jenson Button zwyciężył w inauguracyjnej rundzie MŚ Formuły 1 o GP Australii.
  - Polska drużyna siatkarska – Skra Bełchatów – zagrała w finale Ligi Mistrzów. W finale przegrała jednak z rosyjskim klubem Zenit Kazań, po zaciętym pojedynku w „złotym secie” 17:15. Indywidualne sukcesy odnieśli polscy siatkarze – Mariusz Wlazły został wybrany MVP meczu, Bartosz Kurek był najlepiej punktującym, natomiast Michał Winiarski najlepiej przyjmującym.

### Kwiecień
- 16–21 kwietnia – rozegrane zostały Mistrzostwa Europy w Badmintonie. W grze mieszanej triumfowali Polacy w składzie Mateusz Matusiak i Nadieżda Zięba.
- 21 kwietnia-7 maja – odbyły się Mistrzostwa Świata w Snookerze 2012 w Sheffield – Ronnie O’Sullivan wygrał z Allisterem Carterem 18-11. Stephen Hendry – zdobywca jedynego maksymalnego breaka.
- 26–29 kwietnia – w Czelabińsku odbyła się 61. edycja Mistrzostw Europy w Judo. Reprezentacja Polski zdobyła cztery medale – srebrne za sprawą Tomasza Kowalskiego oraz Katarzyny Kłys oraz brązowe dzięki Januszowi Wojnarowiczowi i polskiej drużynie.

### Maj
- 4–16 maja – odbyły się Mistrzostwa Europy U-17 w piłce nożnej. Tytuł obroniła reprezentacja Holandii, która w finale, w rzutach karnych, pokonała Niemcy 5:4 (1:1 w regulaminowym czasie gry). Polska i Gruzja zdobyły brązowy medal.
- 6 maja – Śląsk Wrocław został piłkarskim mistrzem Polski.
- 12 maja – BvB zdobyła puchar Niemiec po wygranej nad Bayernem Monachium 5:2.
- 13 maja – brytyjski żużlowiec Lee Richardson został ciężko ranny w wypadku na torze we Wrocławiu, w wyniku czego zmarł tego samego dnia w szpitalu.
- 19 maja – Chelsea F.C. po raz pierwszy w historii zwyciężyła w Lidze Mistrzów pokonując w finale Bayern Monachium 1:1 (karne 4:3).
- 20 maja – Rosja pokonała Słowację w finale mistrzostw świata w hokeju na lodzie.
- 27 maja – Kanadyjczyk Ryder Hesjedal zwyciężył w 95. edycji wyścigu kolarskiego Giro d’Italia.

### Czerwiec
- 8 czerwca – na Stadionie Narodowym w Warszawie odbył się mecz otwarcia Mistrzostw Europy w Piłce Nożnej. Polska zremisowała z Grecją 1:1.
- 11 czerwca – Rosjanka Marija Szarapowa oraz Hiszpan Rafael Nadal zwyciężyli w rywalizacji singlistów podczas wielkoszlemowego turnieju tenisowego French Open.
- 12 czerwca – Polska zremisowała z Rosją 1:1 w rozegranym na Stadionie Narodowym w Warszawie swym drugim meczu grupowym w ramach turnieju Euro 2012.
- 12–23 czerwca – w Dublinie odbyły się 51. Drużynowe Mistrzostwa Europy w Brydżu Sportowym.
- 16 czerwca – Polska przegrała we Wrocławiu w swym trzecim meczu grupowym Euro 2012 z Czechami 0:1 i odpadła z turnieju.
- 23 czerwca – Amerykanin Ashton Eaton ustanowił w Eugene nowy rekord świata w lekkoatletycznym dziesięcioboju – 9039 pkt.

### Lipiec
- 1 lipca:
  - Reprezentacja Hiszpanii w piłce nożnej mężczyzn obroniła tytuł mistrzów Europy w piłce nożnej pokonując Włochy w meczu finałowym 4:0.
  - w Helsinkach zakończyły się mistrzostwa Europy w lekkoatletyce, pierwszy raz w historii rozegrane w roku letnich igrzysk olimpijskich.
- 8 lipca:
  - Amerykanka Serena Williams oraz Szwajcar Roger Federer zwyciężyli w rywalizacji singlistów podczas wielkoszlemowego turnieju tenisowego, Wimbledonu.
  - Reprezentacja Polski w piłce siatkowej mężczyzn zdobyli złoty medal Ligi Światowej. Drugie miejsce zajęła reprezentacja Stanów Zjednoczonych w piłce siatkowej, a trzecie reprezentacja Kuby w piłce siatkowej mężczyzn.
- 10 lipca – Waldemar Fornalik został nowym selekcjonerem reprezentacji Polski w piłce nożnej.
- 10–15 lipca – w Barcelonie odbyły się Mistrzostwa Świata Juniorów w Lekkoatletyce.
- 22 lipca – Bradley Wiggins zwyciężył w wyścigu kolarskim Tour de France.
- 27 lipca – rozpoczęły się Letnie Igrzyska Olimpijskie w Londynie.

### Sierpień
- 9 sierpnia – Kenijczyk David Rudisha ustanowił wynikiem 1:40,91 rekord świata w biegu na 800 metrów.
- 12 sierpnia – w Londynie zakończyły się Igrzyska XXX Olimpiady.
- 24 sierpnia – amerykański kolarz Lance Armstrong został przez Amerykańską Agencję Antydopingową zdyskwalifikowany z mocą wsteczną od 1998 roku.
- 29 sierpnia – rozpoczęcie igrzysk paraolimpijskich w Londynie

### Wrzesień
- 7 września – podczas mityngu Memorial Van Damme w Brukseli Amerykanin Aries Merritt ustanowił wynikiem 12,80 sekundy rekord świata w biegu na 110 metrów przez płotki.
- 9 września – zakończenie igrzysk paraolimpijskich w Londynie
- 10 września – Amerykanka Serena Williams oraz Brytyjczyk Andy Murray zwyciężyli w rywalizacji singlistów podczas wielkoszlemowego turnieju tenisowego, US Open.
- 23 września – Belg Philippe Gilbert zwyciężył w wyścigu seniorów ze startu wspólnego podczas mistrzostw świata w kolarstwie szosowym, które odbyły się w holenderskim Valkenburgu.

### Październik
- 28 października – Amerykanka Serena Williams zwyciężyła w turnieju tenisowym TEB BNP Paribas WTA Championships, zamykającym sezon rozgrywek kobiecych w sezonie 2012.

### Listopad
- 12 listopada – Serb Novak Đoković zwyciężył w turnieju tenisowym Barclays ATP World Tour Finals, zamykającym sezon rozgrywek męskich w sezonie 2012.
- 25 listopada – Brytyjczyk Jenson Button zwyciężył w ostatniej rundzie MŚ Formuły 1 o GP Brazylii

## Urodzili się
- 7 stycznia – Blue Ivy Carter, amerykańska piosenkarka
- 24 stycznia – Atena, hrabianka Monpezat, córka księcia Joachima i księżnej Marie
- 23 lutego – księżniczka Stella, księżna Östergötland, córka następczyni szwedzkiego tronu, księżniczki Wiktorii i księcia Daniela
- 4 kwietnia – Grumpy Cat, najpopularniejszy memowy kot (zm. 2019)
- 16 listopada – Choi Go, południowokoreański aktor

## Zmarli
- 1 stycznia – Kiro Gligorow, macedoński polityk, prezydent Macedonii (ur. 1917)
- 3 stycznia – Josef Škvorecký, czeski pisarz (ur. 1924)
- 5 stycznia – Aleksandr Sizonienko, radziecki koszykarz (ur. 1959)
- 9 stycznia – Malam Bacai Sanhá, gwinejski polityk, prezydent Gwinei Bissau (ur. 1947)
- 10 stycznia – Gework Wartanian, radziecki agent wywiadu o stopniu pułkownika (ur. 1924)
- 11 stycznia – Hanna Świda-Ziemba, polska socjolog, profesor, działaczka opozycyjna (ur. 1930)
- 13 stycznia – Zbigniew Wegehaupt, polski kontrabasista jazzowy (ur. 1954)
- 16 stycznia – Jimmy Castor, amerykański kompozytor muzyki rozrywkowej (ur. 1940)
- 18 stycznia – Jadwiga Kędzierzawska, polska reżyserka (ur. 1929)
- 19 stycznia – Sarah Burke, kanadyjska narciarka dowolna (ur. 1982)
- 20 stycznia:
  - Jiří Raška, czeski skoczek narciarski (ur. 1941)
  - Etta James, amerykańska piosenkarka (ur. 1938)
  - Witold Kiedrowski, polski duchowny katolicki, protonotariusz apostolski (ur. 1912)
  - Jeffrey Ntuka, południowoafrykański piłkarz (ur. 1985)
  - Roman Lewandowski, polski duchowny katolicki, kanonik (ur. 1932)
- 21 stycznia – Irena Jarocka, polska piosenkarka (ur. 1946)
- 22 stycznia – Małgorzata Baranowska, polska poetka, pisarka (ur. 1945)
- 24 stycznia:
  - Teo Angelopoulos, grecki reżyser filmowy (ur. 1935)
  - James Farentino, amerykański aktor (ur. 1938)
- 26 stycznia – Ian Abercrombie, brytyjski aktor (ur. 1934)
- 27 stycznia – Kazimierz Smoleń, więzień obozu koncentracyjnego Auschwitz, główny twórca i dyrektor Państwowego Muzeum Auschwitz-Birkenau w Oświęcimiu (ur. 1920)
- 29 stycznia – Oscar Luigi Scalfaro, włoski polityk, prezydent Włoch (ur. 1918)
- 30 stycznia – Henryk Szumski, polski dowódca wojskowy, generał broni, szef Sztabu Generalnego Wojska Polskiego (ur. 1941)
- 1 lutego:
  - Wisława Szymborska, polska poetka, laureatka literackiej Nagrody Nobla (ur. 1923)
  - Angelo Dundee, amerykański trener bokserski (ur. 1921)
- 3 lutego:
  - Andrzej Szczeklik, polski lekarz, internista, pisarz, eseista, filozof medycyny (ur. 1938)
  - Zalman King, amerykański reżyser filmowy, aktor (ur. 1942)
  - Ben Gazzara, amerykański aktor (ur. 1930)
- 4 lutego:
  - István Csurka, węgierski pisarz, dziennikarz, polityk (ur. 1934)
  - Hubert Leitgeb, włoski biathlonista, dwukrotny mistrz świata (ur. 1965)
  - Florence Green, brytyjska weteranka I wojny światowej (ur. 1901)
- 6 lutego – Antoni Tàpies, kataloński malarz, rzeźbiarz, mistrz sztuki informel (ur. 1923)
- 9 lutego – Barbara Marianowska, polska polityk, ekonomistka (ur. 1947)
- 11 lutego – Whitney Houston, amerykańska piosenkarka, aktorka (ur. 1963)
- 13 lutego:
  - Andrzej Marek, polski profesor, prawnik, karnista (ur. 1940)
  - Barbara Urbańska-Miszczyk, polska artystka, twórczyni szkła artystycznego i użytkowego (ur. 1936)
- 19 lutego – Steve Kordek, amerykański projektant flipperów (ur. 1911)
- 20 lutego:
  - Asar Eppel, rosyjski pisarz, tłumacz (ur. 1935)
  - Józef Uznański, polski ratownik i przewodnik tatrzański (ur. 1924)
- 21 lutego – Maria Szumiec, polska ichtiolożka (ur. 1930)
- 22 lutego – Ludmiła Kasatkina, rosyjska aktorka (ur. 1925)
- 24 lutego – Remigiusz Kaszubski, polski prawnik, ekspert z zakresu prawa bankowego (ur. 1970)
- 25 lutego:
  - Maurice André, francuski trębacz klasyczny (ur. 1933)
  - Erland Josephson, szwedzki aktor, pisarz (ur. 1923)
- 27 lutego:
  - Władysław Tajner, polski skoczek narciarski (ur. 1935)
  - Piotr Pawłowski, polski aktor (ur. 1925)
- 28 lutego – Zofia Turowicz, polska instruktor szybownictwa i skoków spadochronowych dla pakistańskiej młodzieży (ur. 1916)
- 29 lutego – Davy Jones, brytyjski aktor, piosenkarz (ur. 1945)
- 1 marca – Henryk Bałuszyński, polski piłkarz (ur. 1972)
- 5 marca – Marian Kuszewski, polski szermierz, szablista (ur. 1933)
- 6 marca – Francisco Xavier do Amaral, timorski polityk, prezydent Timoru Wschodniego w 1975 (ur. 1937)
- 7 marca – Włodzimierz Smolarek, polski piłkarz (ur. 1957)
- 9 marca – José Tomás Sánchez, filipiński duchowny katolicki, arcybiskup Nueva Segovia, wysoki urzędnik Kurii Rzymskiej, kardynał (ur. 1920)
- 10 marca:
  - Jean Giraud, francuski scenarzysta, autor komiksów (ur. 1938)
  - Julio César González, meksykański bokser (ur. 1976)
  - Mykoła Pławjuk, ukraiński polityk, prezydent Ukrainy na emigracji, działacz społeczny (ur. 1925)
  - Frank Sherwood Rowland, amerykański chemik, laureat Nagrody Nobla (ur. 1927)
  - Nick Zoricic, kanadyjski narciarz dowolny (ur. 1983)
- 11 marca – Bogusław Mec, polski piosenkarz (ur. 1947)
- 13 marca – Jock Hobbs, nowozelandzki rugbysta, prezes Nowozelandzkiego Związku Rugby (ur. 1960)
- 16 marca:
  - Zygmunt Broniarek, polski publicysta, felietonista i dziennikarz (ur. 1925)
  - Estanislao Basora, kataloński piłkarz (ur. 1926)
- 17 marca:
  - Iwan Demianiuk, zbrodniarz wojenny (ur. 1920)
  - Szenuda III, patriarcha Koptyjskiego Kościoła Ortodoksyjnego w latach 1971–2012 (ur. 1923)
- 18 marca:
  - Jadwiga Kaliszewska, polska skrzypaczka i pedagog (ur. 1936)
  - Jerzy Tupou V, król Tonga (ur. 1948)
- 23 marca – Witold Lesiewicz, polski reżyser (ur. 1922)
- 24 marca:
  - Vigor Bovolenta, włoski siatkarz (ur. 1974)
  - Edward Materski, polski biskup rzymskokatolicki, pierwszy biskup diecezjalny radomski (ur. 1923)
- 25 marca – Antonio Tabucchi, włoski pisarz (ur. 1943)
- 27 marca – Wiktor Wołkow, polski artysta-fotografik (ur. 1942)
- 28 marca
  - Harry Crews, amerykański powieściopisarz i eseista (ur. 1935)
  - Róża Nowotarska, polska dziennikarka, tłumaczka, publicystka (ur. 1920)
- 29 marca – Teófilo Stevenson, kubański bokser, mistrz olimpijski i mistrz świata (ur. 1952)
- 31 marca – Kornel Gibiński, polski lekarz, członek rzeczywisty PAN, PAU (ur. 1915)
- 1 kwietnia
  - Miguel de la Madrid, prezydent Meksyku w latach 1982–1988 (ur. 1934)
  - Giorgio Chinaglia, włoski piłkarz (ur. 1947)
  - Leila Denmark, amerykańska lekarka, pediatra (ur. 1898)
- 3 kwietnia – José María Zárraga, hiszpański piłkarz (ur. 1930)
- 5 kwietnia – Bingu wa Mutharika, malawijski ekonomista i polityk, prezydent Malawi w latach 2004–2012 (ur. 1934)
- 6 kwietnia – Fang Lizhi, chiński naukowiec, profesor astrofizyki (ur. 1936)
- 7 kwietnia – Ignacy Mojżesz I Daoud, katolicki duchowny obrządku syryjskiego, patriarcha Antiochii (ur. 1930)
- 8 kwietnia – Jack Tramiel, amerykański biznesmen polsko-żydowskiego pochodzenia, założyciel Commodore International (ur. 1928)
- 9 kwietnia – Robert Sokal, amerykański statystyk i entomolog (ur. 1926)
- 10 kwietnia – Luis Aponte Martínez, portorykański duchowny katolicki, arcybiskup San Juan, kardynał (ur. 1922)
- 11 kwietnia – Ahmad Ben Bella, trzeci prezydent Algierii, przez wielu uważany za ojca państwa (ur. 1916)
- 14 kwietnia – Piermario Morosini, włoski piłkarz (ur. 1986)
- 15 kwietnia:
  - Murray Rose, australijski pływak (ur. 1939)
  - Dwayne Schintzius, amerykański koszykarz (ur. 1968)
- 16 kwietnia – Marian Biskup, polski historyk (ur. 1922)
- 18 kwietnia – Dick Clark, amerykański prezenter radiowy i telewizyjny (ur. 1929)
- 19 kwietnia
  - Levon Helm, amerykański muzyk rockowy, multiinstrumentalista, perkusista grupy The Band (ur. 1940)
  - Meenakshi Thapar, indyjska aktorka (ur. 1984)
- 22 kwietnia – Jan Suzin, polski prezenter telewizyjny, lektor (ur. 1930)
- 25 kwietnia
  - Jan Bernard Szlaga, polski duchowny rzymskokatolicki, profesor nauk teologicznych (ur. 1940)
  - Marek Krawczyk, polski wydawca, działacz opozycji w PRL-u (ur. 1956)
- 28 kwietnia – Matilde Camus, hiszpańska poetka (ur. 1919)
- 29 kwietnia
  - Wiesław Chrzanowski, polski profesor nauk prawnych i polityk, założyciel oraz pierwszy prezes ZChN, a także marszałek Sejmu I kadencji (ur. 1923)
  - Joel Goldsmith, amerykański kompozytor (ur. 1957)
- 30 kwietnia
  - Alexander Dale Oen, norweski pływak, mistrz świata (ur. 1985)
  - Radovan Kuchař, czeski taternik i alpinista (ur. 1928)
- 2 maja – Rufus Pereira, hinduski ksiądz katolicki, teolog, egzorcysta (ur. 1933)
- 3 maja – Lloyd Brevett, jamajski kontrabasista, współzałożyciel i członek zespołu The Skatalites (ur. 1931)
- 4 maja
  - Rashidi Yekini, nigeryjski piłkarz (ur. 1963)
  - Krystyna Ciechomska, polska aktorka (ur. 1921)
- 7 maja – Edward Strząbała, polski piłkarz ręczny i trener (ur. 1938)
- 8 maja – Maurice Sendak, amerykański pisarz, autor i ilustrator dziecięcej literatury (ur. 1928)
- 9 maja – Andrzej Czeczot, polski grafik i twórca filmów animowanych (ur. 1933)
- 13 maja
  - Lee Richardson, angielski żużlowiec (ur. 1979)
  - Donald Dunn, amerykański basista z zespołu Blues Brothers (ur. 1941)
  - Marek Cichosz, polski kolarz przełajowy (ur. 1979)
- 15 maja – Carlos Fuentes, meksykański pisarz, eseista, dramaturg (ur. 1928)
- 17 maja – Donna Summer, amerykańska piosenkarka muzyki disco i soul (ur. 1948)
- 18 maja – Dietrich Fischer-Dieskau, niemiecki śpiewak operowy (baryton) (ur. 1925)
- 20 maja
  - Robin Gibb, brytyjski muzyk, członek zespołu Bee Gees (ur. 1949)
  - Eugene Polley, amerykański inżynier, wynalazca bezprzewodowego telewizyjnego pilota zdalnego sterowania (ur. 1915)
- 22 maja
  - Bolesław Sulik, polski reżyser, dziennikarz, były przewodniczący KRRiT (ur. 1929)
  - Jędrzej Tucholski, polski pisarz zajmujący się tematyką II wojny światowej (ur. 1932)
- 23 maja – Borys Woźnicki, ukraiński historyk sztuki (ur. 1926)
- 30 maja – Edi Federer, austriacki skoczek narciarski, były menedżer Adama Małysza (ur. 1955)
- 31 maja – Łukasz Czuma, polski ekonomista (ur. 1935)
- 1 czerwca – Czesław Mroczek, polski aktor (ur. 1920)
- 2 czerwca
  - Kathryn Joosten, amerykańska aktorka, znana z serialu Gotowe na wszystko (ur. 1939)
  - Stefan Jurczak, polski polityk, związkowiec, opozycjonista w okresie PRL (ur. 1938)
- 4 czerwca – Eduard Chil, rosyjski piosenkarz barytonowy (ur. 1934)
- 5 czerwca – Ray Bradbury, amerykański pisarz, jeden z czołowych twórców literatury fantastycznej (ur. 1920)
- 6 czerwca
  - Władimir Krutow, rosyjski hokeista (ur. 1960)
  - Nemanja Nešić, serbski wioślarz (ur. 1988)
- 10 czerwca
  - George Saitoti, kenijski polityk, dwukrotny wiceprezydent Kenii, minister administracji i bezpieczeństwa wewnętrznego (ur. 1945)
  - Georges Mathieu, francuski artysta (ur. 1921)
- 11 czerwca
  - Teófilo Stevenson, kubański bokser, trzykrotny mistrz olimpijski, mistrz świata (ur. 1952)
  - Ann Rutherford, kanadyjsko-amerykańska aktorka (ur. 1917)
  - Janusz Weychert, polski scenarzysta i reżyser (ur. 1929)
- 12 czerwca – Pahiño, hiszpański piłkarz (ur. 1923)
- 14 czerwca – Jerzy Mierzejewski, polski malarz, wykładowca PWSFTviT w Łodzi (ur. 1917)
- 15 czerwca – Stefan Stuligrosz, polski dyrygent, twórca Poznańskich Słowików (ur. 1920)
- 16 czerwca
  - Najif ibn Abd al-Aziz Al Su’ud, saudyjski książę, minister spraw wewnętrznych, pierwszy wicepremier (ur. 1934)
  - Sławomir Petelicki, generał brygady Wojska Polskiego, dyplomata PRL, pierwszy dowódca GROM (ur. 1946)
  - Andrzej Oklejak, polski doktor habilitowany, prawnik, specjalista z zakresu postępowania cywilnego
- 17 czerwca – Rodney King, Afroamerykanin, który powszechną sławę zyskał tym, że w 1991 roku został pobity przez policję (ur. 1965)
- 19 czerwca
  - Richard Lynch, amerykański aktor (ur. 1940)
  - Romuald Drobaczyński, polski reżyser (ur. 1930)
- 20 czerwca – Roman Bazan, polski piłkarz, reprezentant Polski (ur. 1938)
- 21 czerwca – Henryk Bereza, polski krytyk literacki, eseista, redaktor miesięcznika „Twórczość” (ur. 1926)
- 24 czerwca
  - Hanna Lachman, polska aktorka (ur. 1937)
  - Miki Roqué, hiszpański piłkarz (ur. 1988)
- 26 czerwca – Nora Ephron, amerykańska pisarka, dziennikarka, scenarzystka (ur. 1941)
- 30 czerwca – Icchak Szamir, izraelski premier i polityk polsko-żydowskiego pochodzenia (ur. 1915)
- 3 lipca
  - Andy Griffith, amerykański aktor (ur. 1926)
  - Sergio Pininfarina, włoski stylista motoryzacyjny, dożywotni senator Republiki Włoskiej (ur. 1926)
- 4 lipca – Peter Bennett, wszechstronny australijski sportowiec (ur. 1926)
- 8 lipca – Ernest Borgnine, amerykański aktor (ur. 1917)
- 9 lipca – Tomasz Pułka, polski poeta (ur. 1988)
- 11 lipca – Andrzej Krzysztof Waśkiewicz, polski poeta, krytyk literacki i edytor (ur. 1941)
- 13 lipca
  - Jerzy Kulej, polski pięściarz, dwukrotny mistrz olimpijski, komentator sportowy (ur. 1940)
  - Richard D. Zanuck, amerykański producent filmowy (ur. 1934)
  - Tomasz Lewandowski, polski żeglarz (ur. 1959)
- 15 lipca – Celeste Holm, amerykańska aktorka (ur. 1919)
- 16 lipca – Jon Lord, brytyjski muzyk rockowy, członek zespołu Deep Purple (ur. 1941)
- 19 lipca – Teresa May-Czyżowska, polska śpiewaczka operowa (ur. 1935)
- 21 lipca – Andrzej Łapicki, polski aktor (ur. 1924)
- 22 lipca – Bohdan Stupka, ukraiński aktor, polityk (ur. 1941)
- 23 lipca – Sally Ride, amerykańska astronautka, pierwsza Amerykanka w przestrzeni kosmicznej (ur. 1951)
- 24 lipca
  - John Atta-Mills, ghański polityk, prezydent Ghany w latach 2009–2012 (ur. 1944)
  - Andrzej Terlecki, polski polityk, działacz opozycji w okresie PRL, społecznik (ur. 1952)
- 28 lipca – Kazimiera Rykowska, polska lekkoatletka, miotaczka dysku (ur. 1933)
- 29 lipca – August Kowalczyk, polski aktor, reżyser (ur. 1921)
- 30 lipca – Maeve Binchy, irlandzka pisarka (ur. 1939)
- 31 lipca
  - Stefan Siczek, polski biskup rzymskokatolicki, biskup pomocniczy radomski w latach 1992–2012 (ur. 1937)
  - Gore Vidal, amerykański pisarz, dramaturg, scenarzysta (ur. 1925)
  - Zuzana Hofmannová, czeska taterniczka i alpinistka (ur. 1959)
- 2 sierpnia – Tomasz Szukalski, polski saksofonista jazzowy (ur. 1947)
- 4 sierpnia – Tadeusz Drab, polski samorządowiec, wicemarszałek województwa dolnośląskiego (ur. 1954)
- 5 sierpnia
  - Ignacy Skowron, polski wojskowy, kapral Wojska Polskiego, ostatni obrońca Westerplatte, kawaler Orderu Virtuti Militari (ur. 1915)
  - Erwin Axer, polski reżyser teatralny, autor felietonów teatralnych i zapisków wspomnieniowych (ur. 1917)
  - Chavela Vargas, meksykańska pieśniarka (ur. 1919)
- 6 sierpnia
  - Anna Piaggi, włoska redaktorka magazynu Vogue, pisarka zajmująca się modą (ur. 1931)
  - Bernard Lovell, angielski fizyk i radioastronom (ur. 1913)
- 9 sierpnia – Jan Sawka, polski grafik, rysownik, malarz (ur. 1946)
- 13 sierpnia
  - Waldemar Irek, polski duchowny katolicki, teolog (ur. 1957)
  - Alicja Bienicewicz, polska aktorka (ur. 1954)
- 14 sierpnia – Sidonia Błasińska, polska aktorka (ur. 1932)
- 15 sierpnia – Harry Harrison, amerykański pisarz science fiction (ur. 1925)
- 17 sierpnia – Veronique Peck, francusko-amerykańska dziennikarka, filantropka i mecenat sztuki (ur. 1932)
- 18 sierpnia – Scott McKenzie, amerykański piosenkarz (ur. 1939)
- 19 sierpnia – Tony Scott, brytyjski reżyser i producent filmowy (ur. 1944)
- 20 sierpnia
  - Meles Zenawi, etiopski polityk, prezydent i premier Etiopii (ur. 1955)
  - Seweryn Chajtman, polski profesor dr inżynier organizacji zarządzania w przemyśle (ur. 1919)
- 24 sierpnia – Félix, brazylijski piłkarz (ur. 1937)
- 25 sierpnia
  - Neil Armstrong, amerykański astronauta, pierwszy człowiek na Księżycu (ur. 1930)
  - Jurij Gurow, rosyjski piosenkarz, wokalista zespołu Łaskowyj Maj (ur. 1971)
- 28 sierpnia – Alfred Schmidt, niemiecki filozof (ur. 1931)
- 27 sierpnia – Jerzy Szpunar, polski aktor (ur. 1927)
- 31 sierpnia – Carlo Maria Martini, włoski duchowny katolicki, kardynał, arcybiskup Mediolanu (ur. 1927)
- 3 września
  - Michael Clarke Duncan, amerykański aktor (ur. 1957)
  - Waldemar Kocoń, polski piosenkarz, autor piosenek (ur. 1949)
  - Sun Myung Moon, koreański założyciel i przywódca Kościoła Zjednoczeniowego (ur. 1920)
- 4 września – Józef Szaniawski, polski politolog, doktor historii, sowietolog (ur. 1944)
- 7 września – Leszek Drogosz, polski bokser trzykrotny mistrz Europy (ur. 1933)
- 8 września – Aleksandr Bielawski, rosyjski aktor (ur. 1932)
- 10 września – Mieczysław Porębski, polski krytyk, teoretyk i historyk sztuki (ur. 1921)
- 11 września – J. Christopher Stevens, amerykański prawnik i dyplomata (ur. 1960)
- 12 września – Rafał Piszcz, polski kajakarz, brązowy medalista z Monachium (ur. 1940)
- 15 września – Äszymżan Achmetow (kaz. Әшімжан Сүлейменұлы Ахметов), kazachski naukowiec, prawnik, inżynier i polityk (ur. 1950)
- 16 września – Kazimierz Kościelny, polski samorządowiec, wicemarszałek województwa wielkopolskiego (ur. 1948)
- 17 września – Édouard Leclerc, francuski przedsiębiorca, założyciel sieci E.Leclerc (ur. 1926)
- 18 września – Santiago Carrillo, hiszpański polityk, komunista (ur. 1915)
- 19 września – Władysław Husejko, polski samorządowiec, marszałek województwa zachodniopomorskiego w latach 2008–2010 (ur. 1952)
- 22 września – Roman Śliwonik, polski poeta, prozaik, autor sztuk scenicznych (ur. 1930)
- 23 września
  - Andrzej Chłopecki, polski muzykolog, teoretyk, krytyk muzyczny (ur. 1950)
  - Corrie Sanders, południowoafrykański bokser (ur. 1966)
  - Pawieł Graczow, radziecki i rosyjski dowódca wojskowy (ur. 1948)
- 25 września
  - Andy Williams, amerykański piosenkarz solowy (ur. 1927)
  - Bohdan Wróblewski, polski aktor (ur. 1929)
- 26 września
  - Sylvia Fedoruk, kanadyjska fizyk, curlerka (ur. 1927)
  - Edward Jaworski, podpułkownik Polskich Sił Powietrznych w Wielkiej Brytanii, pilot myśliwski okresu II wojny światowej (ur. 1920)
- 27 września – Herbert Lom, brytyjski aktor czeskiego pochodzenia (ur. 1917)
- 2 października – Maria Krystyna Altenburg, córka arcyksięcia Karola Olbrachta Habsburga (ur. 1923)
- 5 października – Stefan Leletko, polski sztangista, mistrz świata, olimpijczyk (ur. 1953)
- 10 października
  - Jerzy Jarocki, polski reżyser teatralny (ur. 1929)
  - Amanda Todd, kanadyjska ofiara cyberprzemocy (ur. 1996)
- 11 października
  - Helmut Haller, niemiecki piłkarz, napastnik (ur. 1939)
  - Edward Kossoy, polski prawnik, publicysta, obrońca w sprawach sądowych ofiar narodowego socjalizmu (ur. 1913)
- 14 października – Janusz Krasiński, polski prozaik, dramatopisarz, reportażysta (ur. 1928)
- 17 października – Sylvia Kristel, holenderska aktorka, modelka (ur. 1952)
- 19 października – Fiorenzo Magni, włoski kolarz (ur. 1920)
- 20 października – Przemysław Gintrowski, polski kompozytor, muzyk (ur. 1951)
- 21 października
  - Antoni Dobrowolski, polski pedagog, najstarszy znany ocalały więzień Auschwitz (ur. 1904)
  - George McGovern, amerykański polityk Partii Demokratycznej (ur. 1922)
  - Kazimierz Iwiński, polski aktor (ur. 1918)
- 22 października – Russell Means, amerykański działacz na rzecz praw Indian, polityk i aktor (ur. 1939)
- 23 października – Wilhelm Brasse, polski fotograf więzień obozu koncentracyjnego Auschwitz, gdzie na zlecenie fotografował innych więźniów (ur. 1917)
- 24 października – Margaret Osborne DuPont, amerykańska tenisistka, wielokrotna zwyciężczyni turniejów wielkoszlemowych (ur. 1918)
- 29 października – Kazimierz Morawski, polski dziennikarz, działacz państwowy w PRL (ur. 1929)
- 1 listopada – Mitch Lucker, wokalista zespołu Suicide Silence (ur. 1984)
- 6 listopada
  - Maksym, patriarcha Bułgarskiego Kościoła Prawosławnego, metropolita sofijski (ur. 1914)
  - Vladimír Jiránek, czeski scenarzysta, reżyser, twórca serialu dla dzieci pt. Sąsiedzi (ur. 1938)
- 13 listopada – Erazm Ciołek, polski fotoreporter (ur. 1937)
- 16 listopada – Józef Kudasiewicz, polski biblista, tłumacz (ur. 1926)
- 17 listopada – Henryk Grzybowski, polski piłkarz, obrońca (ur. 1934)
- 19 listopada – Boris Strugacki, rosyjski pisarz science-fiction (ur. 1933)
- 20 listopada – Zbigniew Jabłoński, polski milicjant, działacz sportowy, prezes PZPN w latach 1986–1989 (ur. 1933)
- 23 listopada
  - Alfonso Montemayor, meksykański piłkarz (ur. 1922)
  - Larry Hagman, amerykański aktor (ur. 1931)
- 24 listopada – Héctor Camacho, portorykański bokser (ur. 1962)
- 26 listopada – Joanna Bogacka, polska aktorka (ur. 1945)
- 27 listopada
  - Kazimierz Suder, polski duchowny katolicki, infułat, kapłan archidiecezji krakowskiej (ur. 1922)
  - Erik Izraelewicz, francuski dziennikarz, redaktor naczelny dziennika „Le Monde” (ur. 1954)
- 29 listopada – Jacek Woźniakowski, polski historyk sztuki, pisarz, publicysta (ur. 1920)
- 2 grudnia – Maria Fołtyn, polska śpiewaczka (sopran) i reżyser operowa (ur. 1924)
- 3 grudnia – Władysław Trebunia-Tutka, polski malarz, muzyk, członek zespołu Trebunie-Tutki (ur. 1942)
- 4 grudnia
  - Miguel Calero, kolumbijski piłkarz (ur. 1971)
  - Besse Cooper, amerykańska superstulatka (ur. 1896)
- 5 grudnia
  - Dave Brubeck, amerykański pianista i kompozytor jazzowy (ur. 1920)
  - Oscar Niemeyer, brazylijski architekt, nestor światowej architektury modernistycznej (ur. 1907)
  - Ignacy IV, syryjski prawosławny patriarcha Antiochii (ur. 1921)
- 9 grudnia – Patrick Moore, angielski astronom-amator (ur. 1923)
- 10 grudnia – Ludwik Górski, polski chemik, profesor Politechniki Krakowskiej (ur. 1924)
- 11 grudnia
  - Otokar Balcy, polski operator dźwięku w filmach animowanych (ur. 1924)
  - Ravi Shankar, indyjski kompozytor i wirtuoz gry na sitarze (ur. 1920)
  - Galina Wiszniewska, rosyjska śpiewaczka operowa (sopran) (ur. 1926)
- 12 grudnia – Stanisław Wyszyński, polski aktor (ur. 1932)
- 16 grudnia – Andrzej Dłużniewski, polski malarz, rysownik, grafik (ur. 1939)
- 17 grudnia – Daniel Inouye, amerykański polityk (ur. 1924)
- 19 grudnia
  - Peter Struck, niemiecki polityk, minister obrony narodowej (ur. 1943)
  - Krzysztof Etmanowicz, polski piłkarz, trener piłkarski (ur. 1959)
- 20 grudnia – Zbigniew Radwański, polski prawnik, profesor (ur. 1924)
- 22 grudnia
  - Květa Legátová, czeska pisarka, autorka opowiadań i słuchowisk radiowych (ur. 1919)
  - Bolesław Proch, polski żużlowiec (ur. 1952)
- 23 grudnia – Michał Bobrowski, polski satyryk, scenarzysta, reżyser (ur. 1927)
- 24 grudnia
  - Jack Klugman, amerykański aktor (ur. 1922)
  - Aleksander Wieczorkowski, polski dziennikarz, felietonista, eseista (ur. 1929)
  - Charles Durning, amerykański aktor (ur. 1923)
- 25 grudnia – Jerzy Bereś, polski rzeźbiarz, autor akcji, performer (ur. 1930)
- 27 grudnia – Norman Schwarzkopf, amerykański generał (ur. 1934)
- 28 grudnia
  - Světla Čmejrková, czeska językoznawczyni (ur. 1950)
  - Václav Drobný, czeski piłkarz (ur. 1980)
  - Tadeusz Paradowicz, polski aktor, lektor, reżyser (ur. 1956)
- 29 grudnia
  - Ignacy Tokarczuk, polski duchowny katolicki, arcybiskup przemyski (ur. 1918)
  - Czesław Janicki, polski naukowiec, zootechnik, minister rolnictwa (ur. 1926)
  - Salvador Reyes, meksykański piłkarz, trener (ur. 1936)
- 30 grudnia
  - Rita Levi-Montalcini, włoska uczona, lekarka, laureatka Nagrody Nobla w dziedzinie medycyny (ur. 1909)
  - Mike Hopkins, amerykański montażysta dźwięku (ur. 1959)
- 31 grudnia – Wiesław Lang, polski prawnik (ur. 1928)

## Zdarzenia astronomiczne
- 20 maja – obrączkowe zaćmienie Słońca (Saros 128). Pas zaćmienia przeszedł przez Hongkong i Guangzhou i Morze Wschodniochińskie, i dotarł do północnego Tajwanu. Widoczne było w miastach japońskich i Stanach Zjednoczonych, gdzie opuściło Ziemię w Teksasie o zachodzie Słońca. W większości zachodniej części Stanów Zjednoczonych i Kanady było widoczne częściowe zaćmienie Słońca[41].
- 4 czerwca – częściowe zaćmienie Księżyca.
- 6 czerwca – przejście Wenus na tle tarczy słonecznej; w Polsce widoczna była końcówka zjawiska.
- 15 lipca – zakrycie Jowisza przez Księżyc; widoczne w Polsce.
- 13 listopada – zaćmienie Słońca (Saros 133). Zaćmienie wędrowało z zachodu na wschód przez Ocean Spokojny prawie całkowicie omijając lądy. Największy zamieszkały ośrodek, skąd widać było zaćmienie, to miasto Cairns na wschodnim brzegu australijskiego półwyspu Jork. Największe zaćmienie trwało cztery minuty dwie sekundy i wystąpiło daleko na oceanie, około 1800 kilometrów na wschód od nowozelandzkiej Wyspy Północnej. Cień wędrował dalej na wschód ku wybrzeżom Chile, ale opuścił Ziemię o zachodzie Słońca ponad 800 kilometrów od brzegu[41].
- 28 listopada – półcieniowe zaćmienie Księżyca.

## Nagrody Nobla
- z medycyny i fizjologii – John Bertrand Gurdon i Shin’ya Yamanaka
- z fizyki – Serge Haroche i David Wineland
- z chemii – Robert Lefkowitz i Brian Kobilka
- z literatury – Mo Yan
- pokojowa – Unia Europejska
- z ekonomii – Alvin E. Roth i Lloyd S. Shapley

## Święta ruchome
- Tłusty czwartek: 16 lutego
- Ostatki: 21 lutego
- Popielec: 22 lutego
- Niedziela Palmowa: 1 kwietnia
- Wielki Czwartek: 5 kwietnia
- Pamiątka śmierci Jezusa Chrystusa: 5 kwietnia
- Wielki Piątek: 6 kwietnia
- Wielka Sobota: 7 kwietnia
- Pesach: 7-14 kwietnia
- Niedziela wielkanocna: 8 kwietnia
- Poniedziałek Wielkanocny: 9 kwietnia
- Niedziela Miłosierdzia Bożego: 15 kwietnia
- Wniebowstąpienie Pańskie: 17 maja
- Zesłanie Ducha Świętego: 27 maja
- Boże Ciało: 7 czerwca
- Adwent: 2 grudnia
- Chanuka: 9 grudnia

## 2012 w popkulturze
- 2012 (film)
- 2012: Koniec świata
- Fenomen roku 2012